# 花子とアン
『花子とアン』（はなことアン）は、2014年（平成26年）度前期放送のNHK「連続テレビ小説」第90作で、2014年3月31日から9月27日まで放送されたテレビドラマ。
『赤毛のアン』の日本語翻訳者である村岡花子の半生を原案としたフィクションで、中園ミホの脚本。初回から最終回までの期間平均視聴率は22.6%（ビデオリサーチ調べ、関東地区・世帯・リアルタイム。以下略）を記録。21世紀に入って以降本作までの朝ドラでは2002年の『さくら』（23.3%）に次ぐ高視聴率を記録した。

## 概要

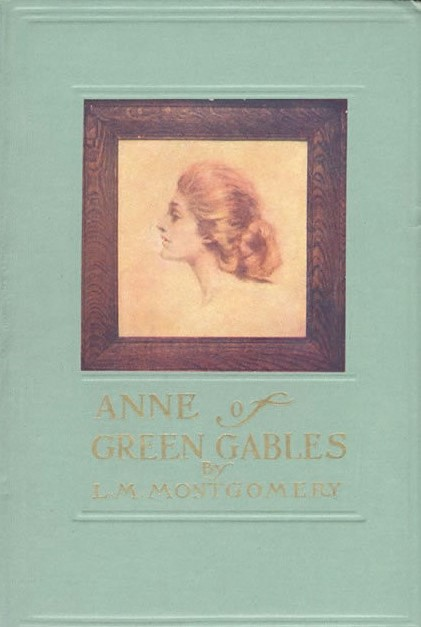
『赤毛のアン』原書初版本

明治から昭和の混乱期に、『赤毛のアン』に代表されるモンゴメリなどの英米児童文学の日本語訳版を著し翻訳家として活躍した村岡花子の半生をもとにしたテレビドラマ。
村岡恵理（花子の孫）が著した『アンのゆりかご 村岡花子の生涯』を原案に、フィクションストーリーとして中園ミホの書き下ろし脚本にて制作。本作では実在の村岡花子を主人公のモデルとしながらも、彼女と『赤毛のアン』の主人公アンとを重ね合わせ、随所に『赤毛のアン』を彷彿とさせる場面をちりばめるといった脚色がなされている。また花子の腹心の友として登場する柳原白蓮にもスポットをあてるなど、花子とともに激動の時代を生き抜いた人々も描かれている。
主役を演じる吉高由里子は、前作『ごちそうさん』の杏に続き、オーディションを介さず直接オファーによって決まった。人選について、製作統括する加賀田透が「オーディションにするか、キャスティング（直接オファー）にするか迷っていた3月頃に、映画『横道世之介』を見て、お嬢様育ちのヒロインを演じた吉高さんがいいのではないかと思いました。スタッフも中園ミホさんも満場一致で支持してくれた」と述べている。
音楽を梶浦由記が、劇中の語りは美輪明宏が担当した。加賀田は美輪を指名した理由について、「『時空を越えて、過去も未来も自在に旅する人』、それが美輪明宏さんのイメージです。明治・大正・昭和にわたる『花子とアン』の世界に私たちをいざなってくれるのは美輪さんしかいないと思っております」と述べ、脚本の中園も、劇中の語りの締めの言葉である「ごきげんよう」を使い慣れている人物が他にいないという理由から美輪を指名した。美輪本人も2014年4月7日放送の『スタジオパークからこんにちは』において、劇中で表現される当時の時代背景や文化を直接知る世代の人間として自分が語りに適役ではないかと判断し、依頼を引き受けた旨を語っている。
本作出演中に花子の妹・ももを演じた土屋太鳳が2015年上半期の連続テレビ小説『まれ』の主役に、本作放送から2年後には花子の友人の娘・富士子を演じた芳根京子が2016年下半期の連続テレビ小説『べっぴんさん』の主役に、いずれもオーディションで決定した。また、花子の幼馴染・朝市を演じた窪田正孝は2020年上半期の『エール』の主演にキャスティングされ、後の連続テレビ小説のヒロイン・主人公を本作から3人輩出することとなった。
放送終了後には「花子を一途に思い続けた朝市にも幸せになってほしい」との視聴者の声が多く寄せられ、木場朝市を主役にしたスピンオフドラマ『朝市の嫁さん』が、同年10月18日19時30分から20時59分にNHK BSプレミアムで放送された。
2017年9月25日より、毎週月曜日から土曜日午前7時15分よりNHK BSプレミアムにて、2021年1月26日 - 9月8日に毎週月曜日から金曜日16時20分から50分、NHK総合にて全話再放送された。また、2024年7月8日 - 2025年1月13日にBS12にて6回分連続で放送された。

### ロケ地
2013年11月から山梨県などでロケーションが実施された。ロケ地として山梨県甲府市内にオープンセットを設置して行われたほか、女学校の撮影に博物館明治村（愛知県犬山市）、群馬大学工学部（群馬県桐生市）、東京の街並みにワープステーション江戸（茨城県つくばみらい市）などが使用された。

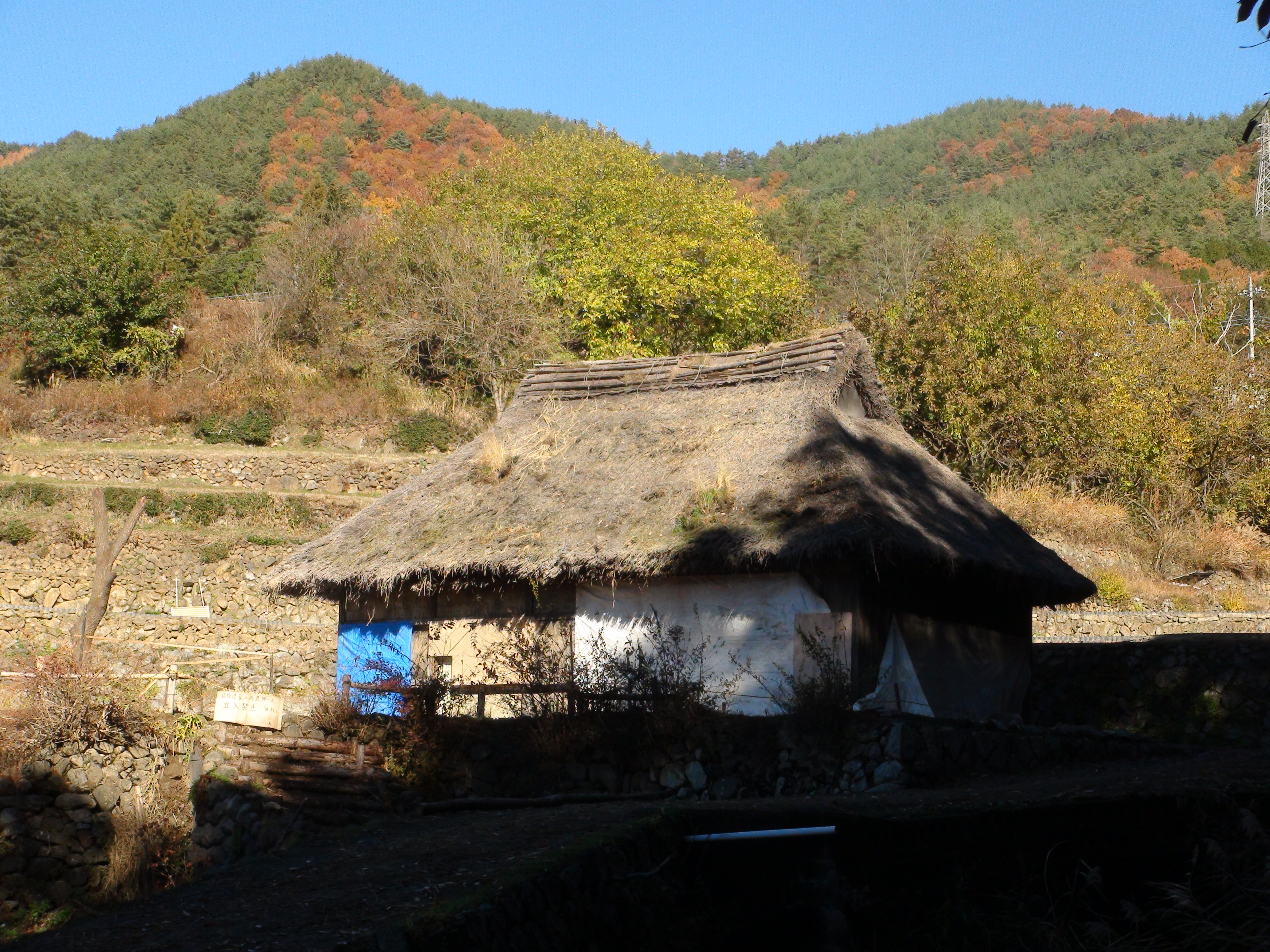
花子の生家ロケーション撮影が行われた、山梨県甲府市某所に作られたオープンセット（「韮崎宿豪商の蔵座敷」の隣に移築・公開の予定[15]） 2013年11月26日撮影[注 2]。
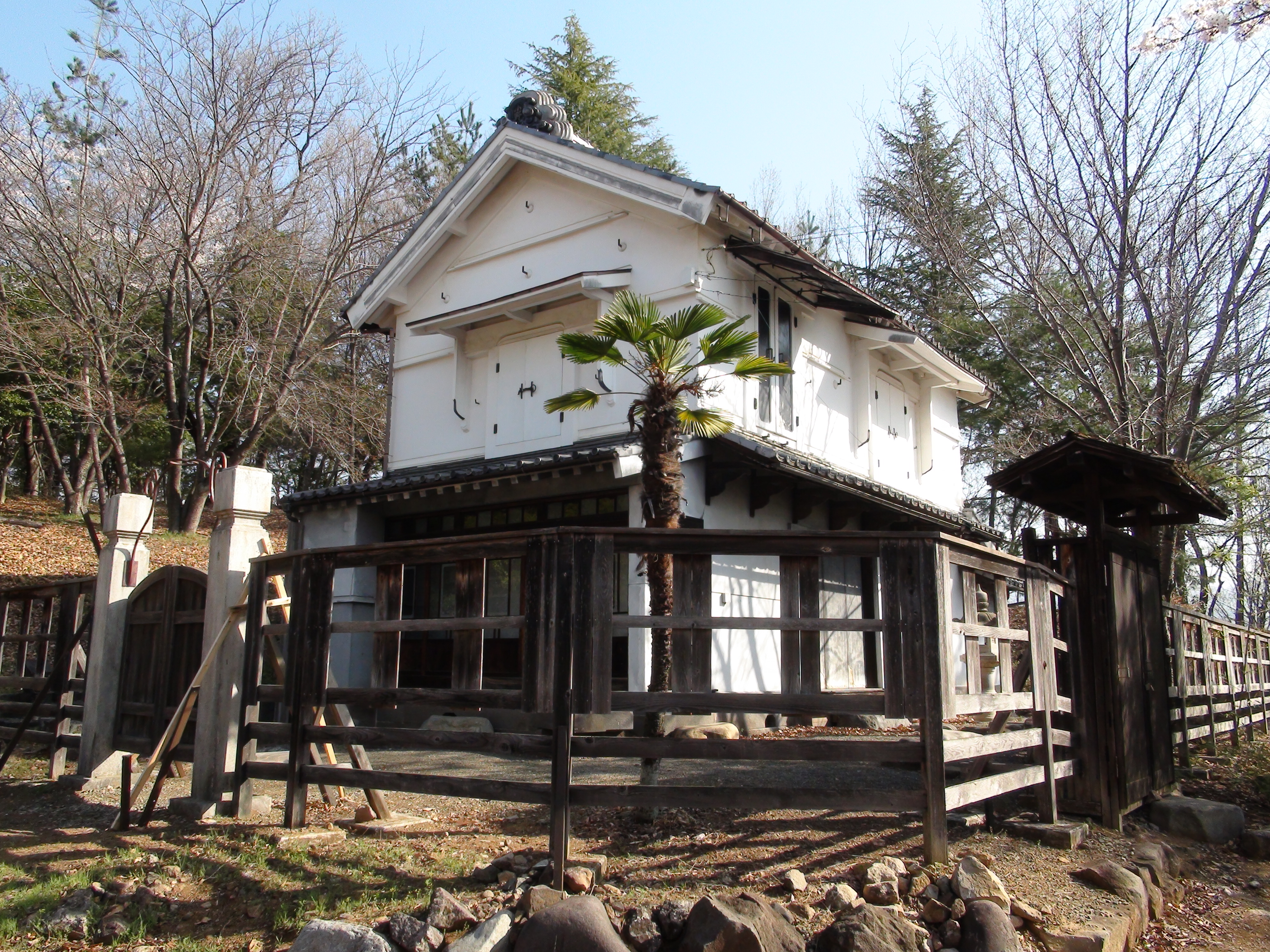
地域の教会のロケーション撮影が行われた、韮崎市民俗資料館の旧小野家蔵屋敷「韮崎宿豪商の蔵座敷」[16]。 2014年4月9日撮影。
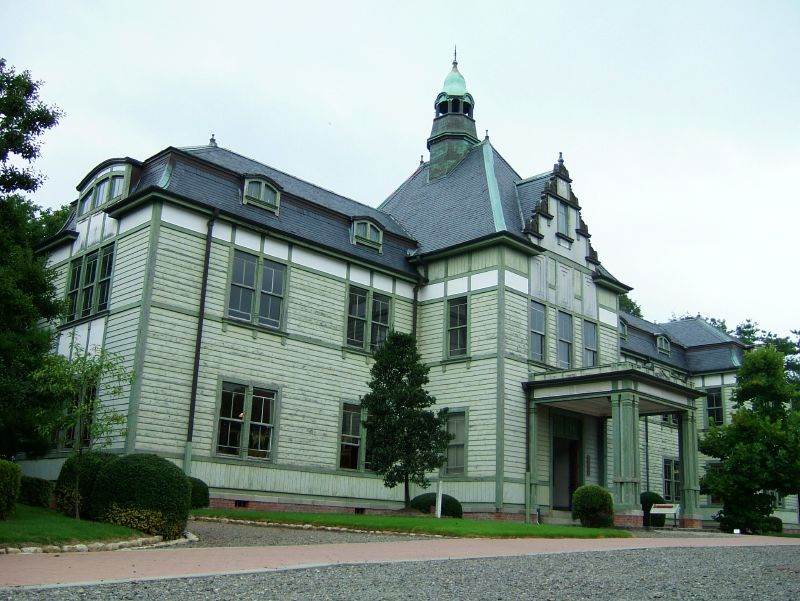
博物館明治村の建物（修和女学校外観ロケ地）※写真は北里研究所本館・医学館。
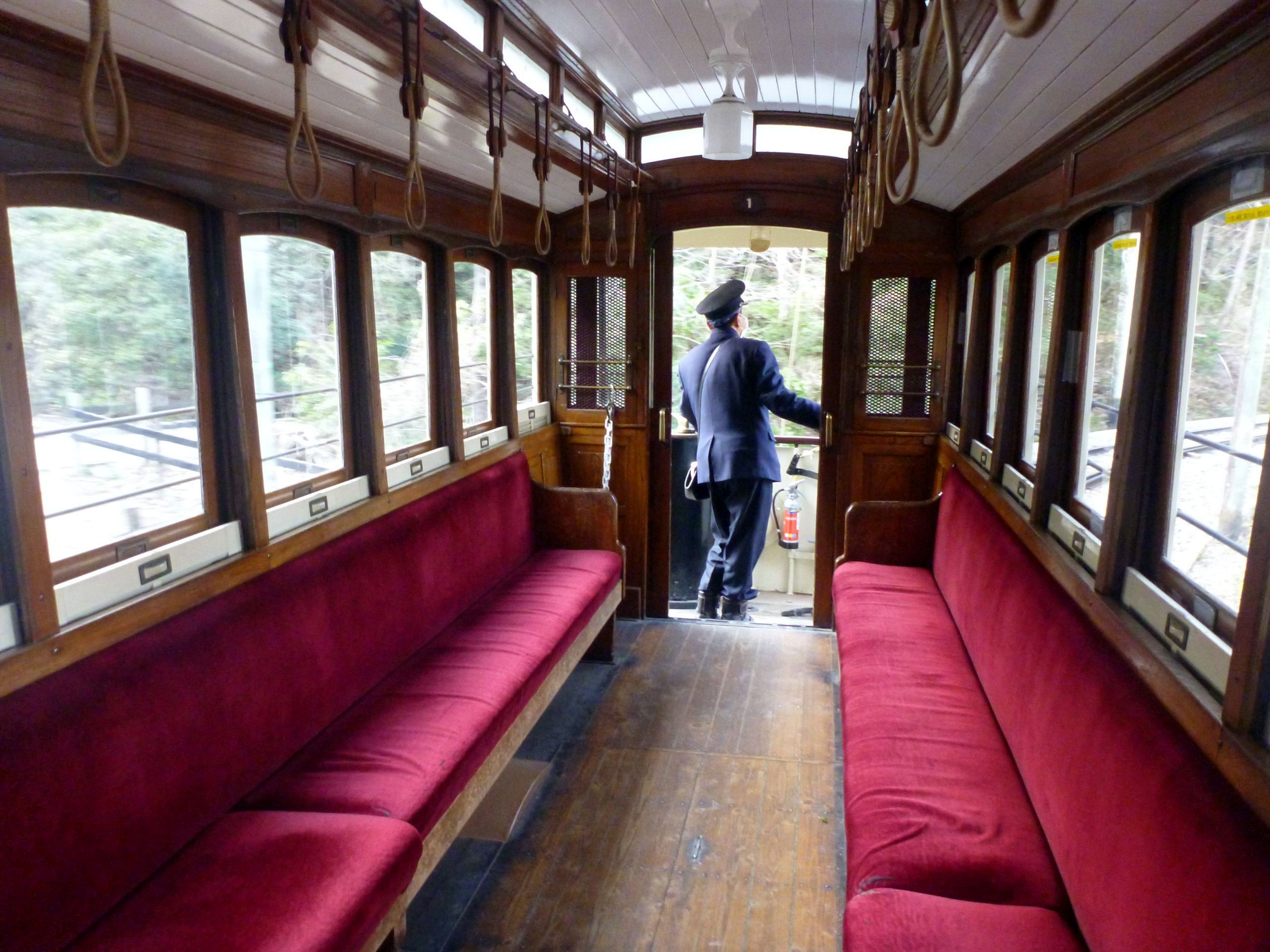
動態保存された京都市電内装（博物館明治村、路面電車のロケ地）
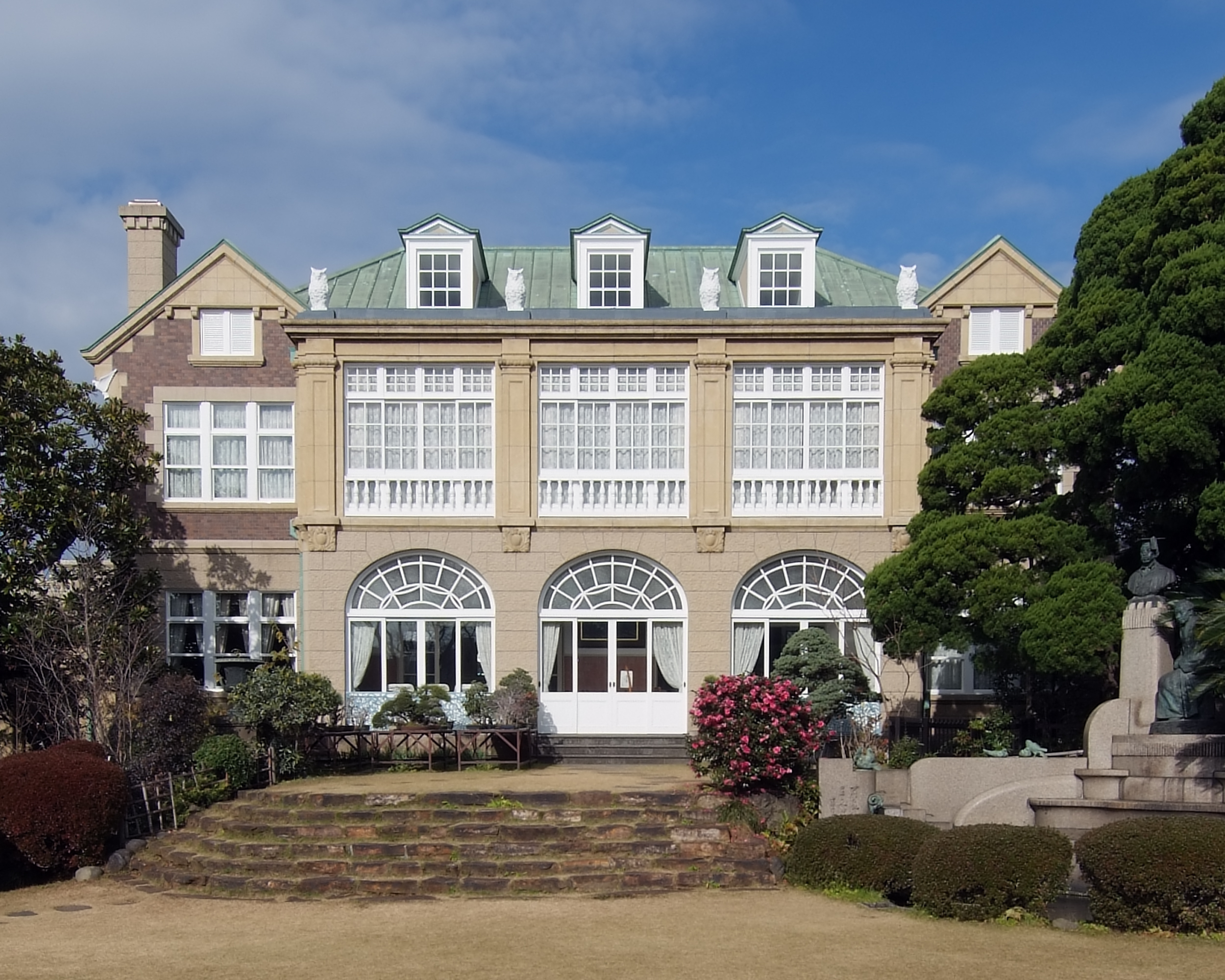
鳩山会館（葉山邸ロケ地[17]）
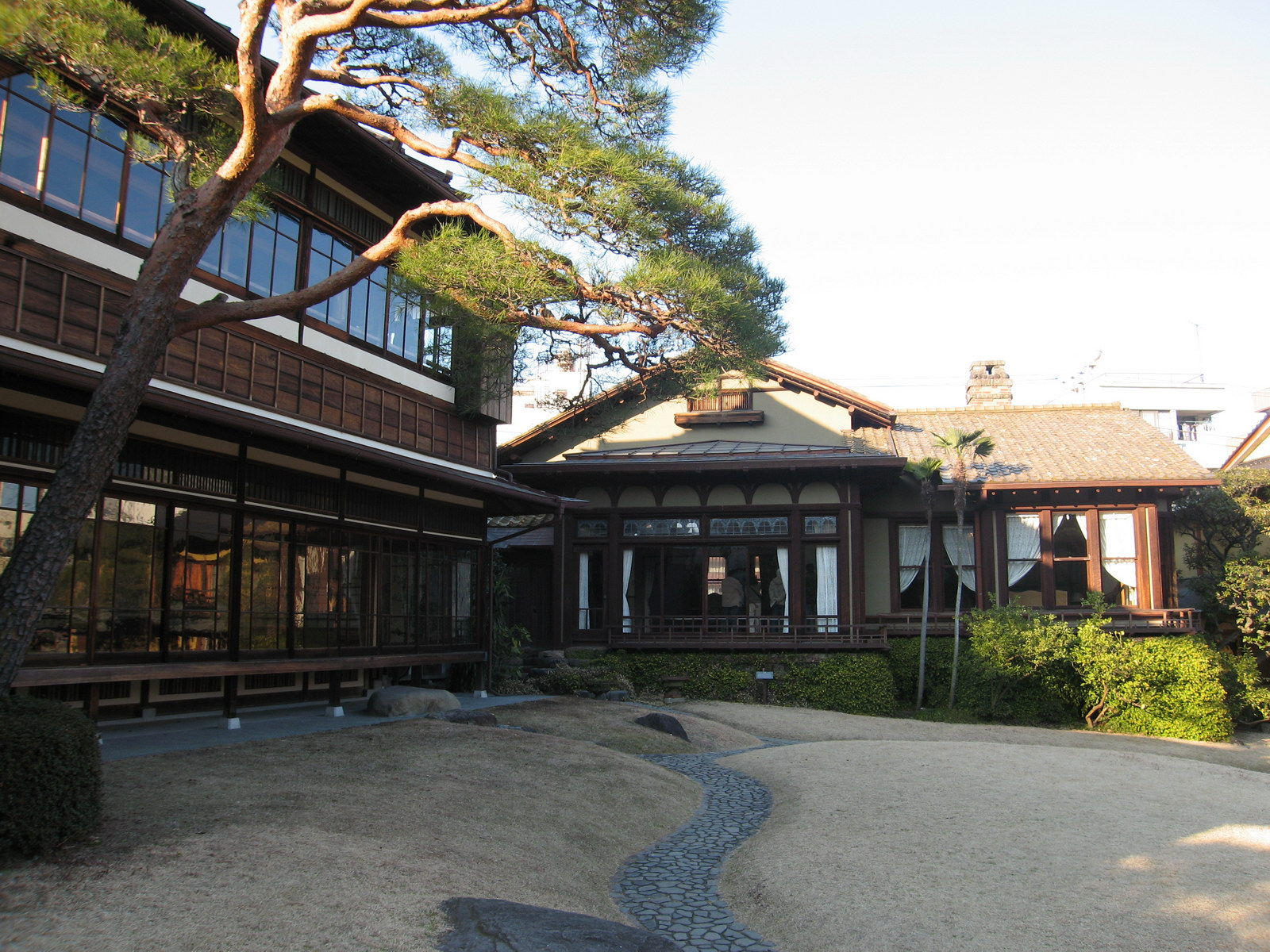
起雲閣（嘉納邸ロケ地[18]）
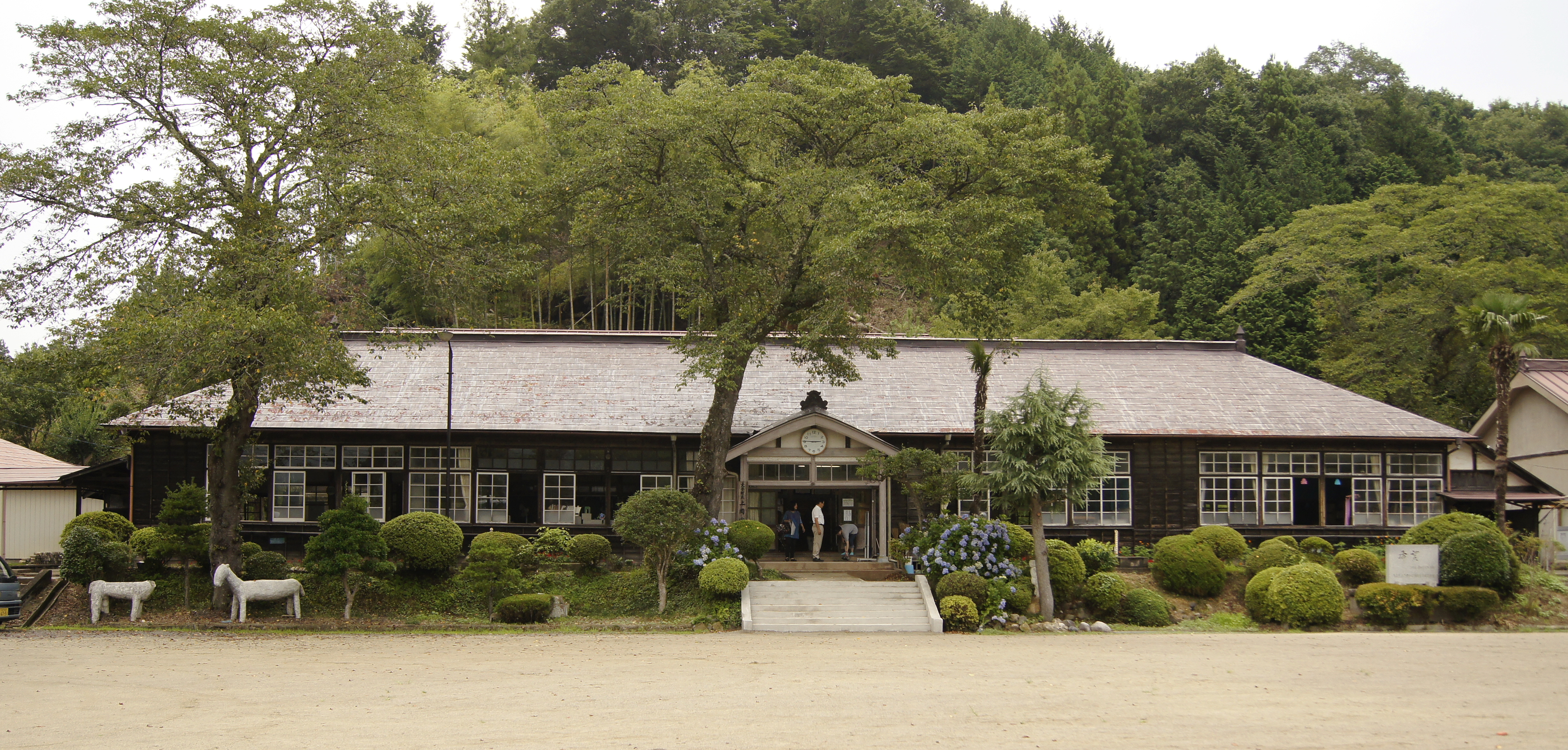
旧大子町立上岡小学校（花子が通い、後に代用教員として赴任する尋常小学校[19]）

## あらすじ
1945年（昭和20年）4月の東京大空襲（「ミーティングハウス2号作戦」こと3月10日のそれではなく4月13日の空襲）の最中、本作の主人公・村岡花子（旧名・安東はな）は「命より大事」な翻訳途中の Anne of Green Gables の原書を懐に抱え、子供たちを連れて戦火の中を逃げまどっていた。52歳の花子が命がけで守り抜いたこの原書は、後年『赤毛のアン』の題名で翻訳出版され、日本中で人気を博することになる。

### 明治期
山梨県甲府の貧しい小作農家に生まれ育ったはなは、家の手伝いのため学校に通えなかったが、1900年（明治33年）7歳の時、行商人の父・吉平からもらった絵本に強い興味を持ち、父に導かれ尋常小学校に通い始める。読み書きを習い始めたはなの聡明さに感心した父は、彼女を東京のミッションスクール・修和女学校へ編入させようと動き出す。家族と周囲に反対され諦めざるを得なくなるものの、はなの本を愛する気持ちは3年の年月を経て母・ふじと祖父・修造の気持ちを動かし、女学校への転校が叶う（第1週）。
女学校へ転校当初、慣れない環境と苦手な英語に囲まれはなはホームシックになるが、課題で不正を犯し外国人教師を傷心させた際に校長から助言を受け、懸命に英語の勉強に取り組む決意をする。自分が話す英語で外国人教師と和解した喜びは、その後の英語の勉強への励みとなり、本科に進級した5年後には、英語の成績はクラスで一番になるほど優秀になる。さらに、通訳や英文の翻訳をするほどの実力を付け、英語力を認めた教師たちから、出版社のアルバイトを紹介されたり英語教師への推薦話が持ちかけられ、卒業式では校長の通訳の任務を果たす。そんな女学校生活で出会った編入当初からの同期・醍醐亜矢子は、友人としてはなを支え続け、本科時に編入してきた8歳年上の葉山蓮子とは当初は反発し合うものの、大文学会の演劇などを通して「腹心の友」となるまでに心を通い合わせ、青春時代を謳歌する（第2週 - 第6週）。
ほどなくして蓮子は葉山家の事情から福岡の実業家・嘉納伝助の元へ嫁ぐことが決まり、反対するはなと仲違いして女学校を去る。しかし伝助には愛人の子・冬子がすでにおり、蓮子を受け入れない女中らとの関係も悪く蓮子は嘉納家で孤立する。女学校を卒業したはなは当初希望していた東京の出版社への就職を家庭の事情から諦め、故郷の小学校の代用教員に就任する。失敗が多く試行錯誤しながら教鞭をとるなか、ある生徒のために創作した童話『みみずの女王』が児童文学賞を受賞する（第7週 - 第8週）。その後は教職に専念し4年の月日が流れたある日、歌集を出版した蓮子からの手紙に触発され再び筆を執る。第二作『たんぽぽの目』は、かつてのアルバイト先の編集長・梶原聡一郎の好評を得て出版が決まり、同時に彼が創業する出版社への誘いを受ける。はなは悩んだ末に、本を作る夢を叶えるべく出版社の就職を決め、東京へ向かう（第9週 - 第11週）。

### 大正期
出版社「聡文堂」に転職したはなは、編集者生活の厳しさに直面し落ち込むなか、アルバイト時に知り合った印刷屋・村岡英治と再会する。彼の計らいで英文の童話を入手したはなは、編集者の仕事と同時に積極的に翻訳に取り組む。翻訳され「王子と乞食」と題された童話は、創刊する児童文学雑誌に連載されることとなる。10年ぶりに再会した蓮子から指摘され、はなは英語に取り組む自分を応援し続けてきた英治に恋していることに気付き、思わず彼に告白するが、後に英治が妻帯者であることを知る。道ならぬと解りながらも彼を忘れられずに悩み、仕事にも影響をもたらしたはなは、帰省し母から励まされ、夢枕に現れた祖父に叱責され、英治への恋心を吹っ切る。そんななか、妻と死別した英治は、はなの幼馴染み・木場朝市の懇願や妻の遺言を知り、はなとの再婚を決意。はなの両親を説得し、英治の父の反対を押し切り、2人ははなの故郷で挙式し、神前での誓いではなは「花子」と名乗ることも同時に誓う。結婚から1年半後には、2人の間に長男・歩が誕生する。
その頃、蓮子は、夫と価値観が合わず失望し籠の鳥の生活を送るなか、たまたま上京した際に社会主義の学生・宮本龍一と出逢い、やがて恋に落ちる。伝助の存在や身分の格差などで互いに傷つきながらも、密かに愛を育んで行った2人は、花子の出産後に間もなく駆け落ちを果たす（第12週 - 第16週）。本人達の意にそぐわず、蓮子の絶縁状とそれに対する伝助の反論文が新聞に掲載され、世間を賑わすこととなり、心配した花子は彼女たちの逃亡を支援する。結局は蓮子が龍一の子を妊娠しているとを知った伝助が身を引き離婚は成立するが、怒りが収まらない蓮子の兄・葉山晶貴により蓮子は実家に連れ戻される。蓮子は監禁生活を送るなか、男児・純平を出産する（第17週）。
花子が完訳した『王子と乞食』の単行本化が決定し、英治は父から社長就任を言い渡されるなど、おのおのが明るい希望を抱き歩み始めようとしたとき、関東大震災が発生する（第18週）。震災で英治の弟・村岡郁弥や、多くの物を失いながらも、花子は英治と力を合わせ自社の再建と『王子と乞食』の出版を目指し前向きに動き出す。やがて女学校時代の仲間や伝助らの協力を得て、花子と英治は出版社を兼ねた印刷会社を立ち上げ『王子と乞食』も出版に漕ぎ着ける（第19週）。震災を機に蓮子は実家から解放され、姑と同居する形で親子揃っての生活を始める。龍一は家族のために新米弁護士として働くようになり、後に蓮子と龍一夫妻に女児・富士子も誕生し、家族ぐるみで村岡家と親交を深めて行く。花子は仕事と家事と子育てに多忙ながらも平穏な日々を送るなか、歩が疫痢に罹患し、5歳の誕生日を目前にして急逝する。歩の後を追うことを考えるほど花子は傷心し、仕事を優先したことを自責するが、生前の歩の言葉と英治や蓮子の支えにより気を取り直し、日本中の子供のために、歩にしてやれなかったことをし、素敵な物語を届ける決意をする（第20週）。

### 昭和期
数年後、花子と英治は雑誌『家庭』を創刊。同じ年、蓮子の勧めで、花子はNHKのラジオ番組『コドモの新聞』の語り手の仕事を引き受け、子供を始めとする聴衆たちに親しみやすいと好評を得ることとなる（第21週）。戦局が激しくなるとともに渡される原稿も次第に軍事色が強まるが、花子は養女・美里をはじめ日本の子供たちに夢を伝えようと原稿選びや推敲に試行錯誤をする（第22週）。龍一が反戦行為で逮捕されて家族が非難を受けるようになり、蓮子は龍一と同じく軍事国家と闘う決意をするが、反対する花子と口論の末に決別する。同じ頃、花子は、帰国を決めた恩師の一人・スコット先生から友情の記念として一冊の洋書・Anne of Green Gablesを贈られる。1941年12月、太平洋戦争開戦と同時に、ラジオ局も戦争関連のニュースを伝えることが主となり、子供たちへの役目を果たせなくなった花子は、9年間務めた番組を自ら降板する（第23週）。かねてより外国の文化に親しみを持つことから、村岡家は非難を受けるようになり、所有する洋書を隠さざるをえなくなるなか、花子はAnne of Green Gablesは手元に置き翻訳を命がけで続ける（第24週）。
やがて太平洋戦争が終戦。梶原の紹介で、花子のもとに翻訳作品の原稿依頼が舞い込む。花子は戦中に書き溜めた翻訳原稿を入稿するが、その時点ではAnne of Green Gablesは作者が日本では知られてないことから、出版社側から没とされる。同じ頃、JOAKの黒沢から花子に出演依頼が入る。純平の戦死の原因が花子のラジオでの発言であると蓮子から責められたこともあり、花子は躊躇するが、甲府の両親など花子のラジオ復帰を待つ人々がいることを知り、依頼を承諾し再びラジオで語り出す（第25週）。
その後花子は、出版社にAnne of Green Gablesの翻訳原稿を出版社に持ち込み回るが、採用されることは無いまま6年の月日が過ぎる。自宅で図書館を営みながら翻訳活動を続ける花子のもとに、出版社から女性向けの翻訳作品の原稿依頼が舞い込む。花子は再びAnne of Green Gablesの翻訳原稿を提案、出版社の社長に改めて作品を見直され出版が決定する。タイトルは若者向けを意識し『赤毛のアン』と題され、発行された書籍はとたんにベストセラーとなる。
『赤毛のアン』出版記念式典の当日、数年前に英治が取り寄せた同作の続編Anne of Avonlea（後の『アンの青春』）の翻訳本の出版も決まる。式典で壇上に上がる直前にもかかわらず続編の原書を夢中になって読む花子は、式典での挨拶を終えた後、一目散に自宅に帰り、早速翻訳を始める。こうして、花子が命がけで守った『赤毛のアン』は、時代が平成に変わったのちも多くの子供たちに読み継がれ、その「想像の翼」を広げているのであった（第26週）。

## 登場人物

### 主人公
安東はな（あんどう はな） → 村岡花子（むらおか はなこ）
演 - 吉高由里子（幼少期：山田望叶）
山梨県・甲府の貧しい小作農家の安東家の長女として生まれる。幼少より想像力が豊かで空想にふけることがたびたびある。本名は「はな」だが、本人は「花子」と呼ばれることを望んでいる（#演出上の特色を参照）。酒に弱いうえに酒癖が悪く、酒を呑むたびに失敗を犯している。妹であるかよとももからは「お姉やん」と呼ばれている。
父の計らいで学校に行けるようになってから読み書きの才能を見せ始め、10歳で東京の名門・修和女学校予科一年に給費生で編入し寄宿生となり、汽車賃を惜しんで5年間一度も帰省せずに過ごす。当初は英語が苦手で英語の課題が書けずに困り、落第による退学の瀬戸際まで追い詰められ、挙げ句にはスコット先生の恋文を丸写ししたものを提出し、それがきっかけでトラブルが起きるものの、校長と富山の言葉と、スコット先生への謝罪の気持ちにより、英語への情熱を育むこととなる。
女学校時代、何度か退学の危機に直面するが、理解ある教師や友人や家族たちの支えで乗り越える。一方、英語の成績は本科へ進級した頃には学年一になり、自ら校長の通訳や英文の翻訳をこなしたり、女学校の英語教師へ推薦の話が持ちかけられたりし、卒業式時には学校側から正式に校長の祝辞の通訳を依頼されるまでになる。
本科時代にアルバイト先の出版社・向学館（こうがくかん）で手がけた英文の翻訳が好評を受けたことを機に、翻訳家の道に興味を示す。その後、向学館での採用が決まるが、帰郷を願う母の気持ちを知り採用を辞退し、故郷の尋常小学校の代用教員になる。代用教員になって間もない頃、一人の女子生徒との交流をきっかけに初めて「安東花子」のペンネームで書いた童話『みみずの女王』が「児童の友賞」に入選する。その4年後、2作目の『たんぽぽの目』が初めて本になると共に新たな出版社・聡文堂（そうぶんどう）から社員としての誘いを受け、6年間勤務した小学校を退職して再び東京へ旅立つ。
聡文堂では新刊の児童雑誌『ニジイロ』の編集者として人気作家の宇田川満代に執筆してもらうために頭を下げ、夜中は同誌に載せる英国の小説『王子と乞食』の翻訳に奮闘する。聡文堂に出入りする印刷屋の村岡英治に恋心を抱くが、実は英治が既婚者であることを知らされ、自分が道ならぬ恋をしていることに気付き、仕事で重大なミスを犯すほど、悩む日々を送る。その後、先妻を病気で亡くした英治と紆余曲折の末に後妻として結婚。結婚式において「花子」を名乗ることも神の前で誓う。
結婚後は大森（大田区）に居を構え、息子・歩を育てながら自宅で翻訳の仕事を続ける。その矢先に友人の蓮子が駆け落ち事件を起こした際には、自ら協力して彼女を甲府の実家に匿う。その甲斐もなく蓮子が強制的に実家へ連れ戻された後は、苦労の末に蓮子との再会を実現させ、どんな時でも希望を捨てずに生きるよう彼女を励ます。
大正12年（1923年）9月1日に関東大震災が発生した際には、親の行方が分からない子供たちを半壊状態の自宅に避難させ、彼らをなぐさめようとして、「ナミダさん」という即興の物語を語って聞かせる。震災で亡くなった郁弥の遺志を継いで『王子と乞食』の単行本を出すことを決めるも、資金面で難航。翌年、蓮子の前夫・嘉納伝助が訪れた際には、伝助に届いた英語の手紙を翻訳し、蓮子の近況を伝える。その日の夜から居候するようになった醍醐からクッキーを焼いてお茶会を開くよう提案され、醍醐が招いた女学校時代の友人たちと再会して、ささやかながらも資金の援助を受ける。さらには伝助の協力で銀行からの融資を受けられることになり、村岡印刷の再建及び『王子と乞食』の単行本の出版が実現する。
その後は全てが順調に進んでいるかに見えたが、震災から3年後、今度は歩が疫痢で5歳の誕生日を目前にして急逝する悲劇に見舞われる。周囲からは歩の後を追って自殺するのではないかと心配されるほど悲嘆に暮れ、仕事にかまけて十分に歩と遊んでやれなかった自分を悪い母親だと責めるが、歩が生前に自分は花子を選んで生まれてきたのだと語っていたことを英治から聞かされ、今後は歩への供養として、日本中の子供たちを喜ばせるために一層文筆の仕事に打ち込むことを決意する。
昭和7年（1932年）にはいくつもの執筆業を抱えながら、英治と協力して雑誌『家庭』を創刊する。同じ年、蓮子からJOAK（東京放送局）の職員・黒沢を紹介され、子供向け新番組『コドモの新聞』の語り手を依頼される。当初は断るつもりでいたが、実際にスタジオを見学して、ラジオ遊びが好きだった歩のことを思い出して翻意し、日本中の子供たちのために依頼を引き受ける。番組では自分の好きな動物関係のニュースを多く採り上げ、子供たちからは「ラジオのおばさん」と呼ばれ親しまれるが、日中戦争が勃発した翌年の昭和13年（1937年）には局から提供されるニュースの原稿がほとんど軍事関係の内容になり、動物関係のニュースを読むことが困難になっていく。一方、亡くなった歩の代わりに、末妹・ももの娘である姪の美里を養女とし、自分の娘として育てる。
昭和16年、太平洋戦争開戦により否応なく軍事関係のニュースを読まなくてはならなくなる時勢となったことで、「ラジオのおばさん」を辞めることを決意をする。
戦況が進み翻訳が困難になる中、スコット先生からのちの『赤毛のアン』の原作本を贈られ、周囲から「非国民」と呼ばれるなど様々な困難に見舞われながらも、翻訳作業を続け、終戦を迎えた昭和20年（1945年）、ついに翻訳を完成させた。昭和21年（1946年）1月にはラジオに復帰。また、スコット先生に原作本をもらってから13年後、ついに『赤毛のアン』を出版し、出版記念会でスピーチをする。
第1回の冒頭における昭和20年（1945年）4月の東京大空襲の時点では、翻訳家として大森に在住する。劇中では時折、昭和20年における52歳の花子が登場し、彼女が『赤毛のアン』の翻訳作業を進めながら過去の思い出を回想するという形でストーリーが進められる。

### 山梨・甲府の人々

#### 安東家の人々
甲府の阿母村に居を構える貧しい小作農家。
安東吉平（あんどう きっぺい）
演 - 伊原剛志
はなたちの父。静岡の出身で、仕事のために訪れた甲府でふじと出逢い結婚した。生糸を東京で販売し、その収益で日用品を買い付け甲府に帰って販売する行商をしているため、年の半分は不在にしている。
理想家で新しい物好き。幼少時に学校へ行くことができず奉公などで苦労した経験から、学問の大切さを痛感している。はなの良き理解者であり、読み書きに対する強い興味と才能を見抜き、貧しい家の境遇を顧みず、はなを東京の女学校へ入れようと奮闘する。はなが修和女学校の寄宿舎に入った後も様子を気にかけ、たびたび学校を訪問するが、阿母村でははなの自慢ばかりで他の子供たちを顧みない父親と思われており、特に息子の吉太郎からは強い反発を買う。
行商中に出くわした社会主義運動家・浅野中也の演説に共感する。浅野から依頼され、彼の思想について書かれた新聞や書物を人々に教えを説きながら行商する「伝道行商」を行うが、浅野が警察に逮捕されたことにより身の危険を感じ、長い旅に出るとはなに言い残して失踪、女学校のはな宛に居場所の記されていない葉書を数回送った後に、はなの卒業後は完全に音信不通になる。
仲間の故郷である新潟の山奥などに逃亡を続ける中で自分は逮捕されないことを知り、4年ぶりに帰宅、吉太郎から自分の留守中に困窮する家族の苦労を初めて聞かされて反省し、以後は借金返済のために元の行商に勤しむ。
行商中に知り合った人妻・サダとの浮気疑惑を持たれ、怒ったふじから家を追い出される羽目になる。徳丸家や教会で寝泊まりするなか、病床の周造との和解を経て家族のことを託され、浮気は誤解と判明し再びふじに受け入れられる。以来、周造に代わりふじと共に畑仕事に出るようになり、周造亡き後の仏前にて、行商をやめて家に落ち着き百姓に専念することを誓う。
その後、百姓の生活に変化を求め、百姓仕事の傍ら甲州産のぶどうでぶどう酒を作り全国に広めたいと夢を語る。
村岡英治がはなとの結婚を申し込みに来た際には彼を気に入りつつも、彼が前妻と死別していることに難色を示すが、ふじの言葉で考えが変わり、2人の結婚を認める。はなと英治の結婚式において、異議を唱える英治の父・平祐に対して「考え方が古い」と不快を述べ、近所の朝市や娘たちや英治の弟・郁弥と共に賛成側に回る。
花子に請われ身を寄せる蓮子が「産気付いた」と勘違いし、リンに電報を打たせる。関東大震災が発生した際には、花子たちの安否を確認するために東京へ救援物資を運ぶ役目を自ら志願する。
三女・ももが北海道での生活に失望して東京に現れた際には、ももに北海道行きを勧めた自分の甘さに責任を感じ、甲府に連れて帰ろうとするが、それではももが肩身の狭い思いをするだけだと花子に反論され、断念する。
昭和18年（1943年）夏、上京して花子たちに甲府へ疎開するように勧めるが、かよとももから拒否された。だが、孫娘たちが疎開することになり、片言の英語で話しかけるが花子に諌められる。戦時中にもかかわらず、密かにぶどう酒を醸造していて、徳丸親子から軍用に供出するよう迫られるが、拒否する。
昭和20年（1945年）。病に倒れたことがきっかけとなり、子供たち全員が甲府の安東家へ戻った日に吉太郎と話し合った末、和解。彼とぶどう酒を醸造するようになるが、昭和21年（1946年）1月に復帰した花子が語るラジオ放送を聴きながら息を引き取る。
安東ふじ（あんどう ふじ）
演 - 室井滋
吉平の妻ではなたちの母。夫・吉平とは、甲府で行商中に倒れた彼に出くわし介抱したことをきっかけに知り合い、村を出たことがない自分に見知らぬ地の話題を楽しげに教えてくれる彼に惹かれ結婚した。
貧しい家の境遇にもかかわらず理想ばかりを追い求める夫に振り回されながらも、明るく家庭を切り盛りしている。学校に通ったことがなく読み書きができないが、本を愛するはなの気持ちは理解している。はなが10歳の時、家のために頑張ってきた彼女の「多くの本に囲まれたい」夢を叶えるべく、女学校への進学に同意し、反対する周造に夫婦で頼み込む。
はなが上京してからの5年間、送られてくる手紙を近所の朝市に代読してもらい、はなへの手紙も代筆してもらうが、やがて自分でも手紙を書きたくなり、朝市から字を習い始め、平仮名と片仮名の読み書き程度はできるようになる。蓮子が初めて安東家を訪れた際には、彼女が誰にも言えない悩みを抱えていることを察し、家族同然に温かく受け入れる。
女学校卒業を目前にして東京での就職を希望するはなに対し、表向きは好きなようにすればよいと励ましつつも実際は故郷に戻ってくれることを望み、はなが最終的に帰郷することを知って安心する。その後、吉平が4年ぶりに帰省し、長年の失踪の理由を知ってあきれつつも、彼が社会的に何の影響力もない小者であるため警察から目を付けられずに済んだことを安堵し、吉平を快く許す。
はなが教師になって4年後には、吉平の恋人を名乗るサダが突如現れたことで憤慨し吉平を家から追い出すが、ほどなく誤解と判明し和解する。はなが再び東京へ立って間もなく失恋して家に帰って来た時には、彼女に同情しつつも、毅然として彼女が果たすべきことを教え諭し、叱咤激励して彼女を仕事に復帰させる。
英治がはなとの結婚を申し込みに来た際には、二人の様子を見て、自分たち夫婦が周造に結婚の懇願をした姿と重ね合わせて理解し、二人の結婚を認める。
昭和20年（1945年）に、吉太郎の恋人・醍醐亜矢子（後述）が吉太郎を追って甲府へ現われ、（彼女が）ずっと吉太郎を待っていることを話す。
吉平の葬儀の後、花子から東京で一緒に暮らさないかと切り出されるが、断った。
安東周造（あんどう しゅうぞう）
演 - 石橋蓮司
はなの祖父で、ふじの実父。入り婿の吉平とはそりが合わず、ふじを困らせる。吉平がはなを東京の女学校へ入れたいと言い出した際も、孫娘を手放したくない思いもあり反対するが、3年後、娘夫婦に揃って頭を下げられ、はなの東京行きを認める。自分の娘を「ふじ」と名付けるほど故郷の富士山に愛着を抱いている。富士山は山梨から見る方が表であると主張しており、他県の人々が山梨から見た富士山を「裏富士」、静岡から見た富士山を「表富士」と呼ぶことを非常に嫌っている。
陰日向に孫たちに愛情を注いでおり、5年振りに帰省したはなが女学校をやめて働きたい旨を訴えた際、「百姓ではなく勉強に専念して自分たちに作れないものを作ってほしい」とはなを諭し、女学校へ戻るよう促す。また、吉太郎が一生百姓仕事だけを続けることに迷いを感じている心情も察し、理解している。吉平が4年もの失踪から戻った際には、吉平に憤る吉太郎をなだめつつ、吉平に家族全員に対して取るべき責任を考えるよう促す。
吉平の浮気疑惑の騒動のさなかに心臓の病で倒れる。その後、字が読めないために病床ではなの作品『たんぽぽの目』を吉平に読み聞かせてもらったことを機に吉平と打ち解けて和解し、家族のことを吉平に託した後に他界する。他界後も、はなの人生の節目において、彼女の目の前に幻の形で現れる。
名前の「周造」は、『赤毛のアン』に登場するアンの育ての親・マシューをもじったものである。また、彼の口癖である「そうさな」も、『赤毛のアン』におけるマシューの口癖に由来している。
安東吉太郎（あんどう きちたろう）
演 - 賀来賢人（幼少期：山崎竜太郎）
はなの1つ年上の兄で安東家の長男。小学校に通っていたが、勉強が嫌いで学校をやめ、家の農作業の手伝いに専念する。勉強嫌いが原因で父に疎まれていると思っており、家を出ようと考え、はなが奉公に行く予定だった長野の材木問屋へ自ら行くことを志願し旅立つ。3年後に奉公を終えて帰宅した後も、吉平とは距離を置き続け、彼が失踪から戻った時には、家族らの苦労を知らず長年家を顧みない無責任さを叱責し、吉平を安東家に必要ないと罵るが、後日軍隊に入営するため旅立つ時には、背後から自分を見守る吉平の存在に気付き、一礼して去って行く。3人の妹からは「兄やん」と呼ばれている。
自ら勉学の道を選んだはなや朝市に対して複雑な思いを抱き、百姓だけで一生を終える境遇に嫌気を感じるなか、甲府の町で陸軍連隊の大行進を目撃したことがきっかけで軍隊に強い憧れを抱き、家族たちの反対を押し切って軍人への道を希望する。はなが教員になって間もなく徴兵検査に甲種で合格、同年の秋に入営し、2年間の兵役終了後も軍隊に残り、職業軍人を目指す。入営から4年後には志願して憲兵になり、その翌年には伍長に昇進し、任務として社会主義運動を行う宮本龍一を尾行するなか、偶然訪れたカフェー「ドミンゴ」で、はなとかよと5年ぶりに再会する。
軍人になる前、はなの友人・蓮子に淡い恋心を抱くが、後日、蓮子の婚約を知って失恋する。数年後、蓮子が宮本と行動を共にする姿を東京で目撃し、蓮子に彼と関わらないよう忠告する。
大正10年（1921年）、花子（はな）の息子である、甥の歩に会うために上京した両親と7年ぶりに再会。両親とは敬語で会話をするようになる。
蓮子と宮本が駆け落ちした際には、宮本が住む下宿屋に潜伏する2人を上司の憲兵と共に見張り、複雑な気持ちを抱く。その蓮子と宮本の駆け落ちが新聞で報道された際には、蓮子の友人である花子の様子を案じて村岡家に赴き、そこに押しかけていた新聞記者たちを一喝して追い返す。その際に、蓮子の居場所を知っているのではないかと花子から尋ねられるも否定するが、後日、花子が蓮子と話し合えるように蓮子の居場所を書いた紙を村岡家の玄関の扉にはさんで立ち去る。
花子の息子・歩を非常にかわいがり、歩のために船のおもちゃを作って与える。大正15年には軍曹に昇進、花子と歩の親子喧嘩を仲裁し、歩のために鉱石ラジオを作って与え、歩を大いに喜ばせるが、それから間もなく歩が急病死し、葬儀の日には歩との思い出の鉱石ラジオを手に慟哭する。この時にハンカチを差し出して慰めてくれた花子の友人・醍醐亜矢子と想いが通じ、後日結婚を約束するが、上官から結婚の了承を得ることが出来ず、彼女を待たせ続ける。昭和13年には曹長に昇進しており、花子の養女になった姪の美里をかわいがるが、軍用犬にするためと称して連れて行かれた美里の愛犬・テルが二度と帰って来ない運命であることを隠さず美里に話してしまい、彼女を悲しませて英治に謝罪する。
花子が翻訳していたある夜、突然村岡家を訪れ、蓮子の身の回りに変わったことはないかと訊ね、「しばらく蓮子さんとは会うな」と厳命した。翌日、突然宮本家へ部下を連れて現われ、龍一を逮捕。このことが原因で、花子と蓮子の友情に亀裂が入る。
昭和20年（1945年）に終戦を迎えると、憲兵だったことで周囲から白眼視されるようになり、村岡家を訪ね花子と再会。その直後、闇市で醍醐亜矢子と再会を果たすが、彼女に別れを告げると消息を絶つ。やがて、父・吉平が病に倒れ、数年ぶりに甲府へ帰り、吉平と話し合った末、長年のわだかまりが氷解。父からぶどう酒醸造を学ぶなか、醍醐亜矢子と結婚する。
安東かよ（あんどう かよ）
演 - 黒木華（幼少期：木村心結）
はなの2つ年下の長妹で安東家の次女。幼少期、姉の上京後は妹の世話をする。妹のももからは「かよ姉やん」と呼ばれている。
上の学校へ行くことが叶わない自らの境遇に複雑な思いを抱きつつ、女学校で奮闘する姉を憧れ慕う。はなが修和女学校に進学してから5年後、生活のために製糸工場へ女工として働きに出る。過酷な労働ながらも友人の女工と支え合い勤務を続けてきたが、彼女が病気で辞めたことをきっかけに心が折れ、前払いされた賃金分の勤務を果たさず工場から脱逃して女学校のはなを訪ね、寄宿舎にて保護される。その後、女学校の下働きを経て、外国人教師たちの服を縫う洋服店に見習い奉公に行き、女工時代よりも恵まれた環境で仕事に励む。しかし、数年後はなが出版社就職で再上京した際には、家族たちに何の連絡もせずに洋服店の仕事を辞め、制服である綺麗な着物への憧れと給金の他にもらえる客からのチップで母に仕送り出来る理由から銀座のカフェー「ドミンゴ」の女給に転職している。
「ドミンゴ」に来店する村岡郁弥から興味を持たれ言い寄られるが、淡泊な対応を続ける。村岡英治が既婚者であることを偶然に郁弥から聞かされるが、その事実をはなが知れば傷付くと考えて意図的に隠し続け、それがはなの悩みを余計に助長することになる。英治に失恋したことで仕事に支障をきたしたはなに対し、甲府へ帰省するよう勧める。
はなが結婚することになり、数年ぶりに帰省した際に、製糸工場を逃げて両親に借金を背負わせたことを謝罪する。
蓮子が失踪し伝助への絶縁状が公開された際には、宮本と落ち合う蓮子を目撃したことを花子に知らせる。
大正12年（1923年）9月1日、カフェーで勤務中に郁弥から派手な演出を施した求婚をされ、恥ずかしさのあまりに怒って店から出て行く。その直後に関東大震災が発生、彼女自身は難を逃れたものの郁弥の死に衝撃を受けて茫然自失の状態になるが、花子に胸の内を吐露した後、東京に残り頑張って生活していく決意をする。震災後は村岡家に世話になりながら、郁弥を失った寂しさを紛らわそうと昼は食堂で、夜は屋台で忙しく働くなか、蓮子に頼まれ彼女に家事を教える。郁弥の死から立ち直った後、小さいながらも喫茶店「カフェータイム」を自力で開業し、その2階に住み始める。北海道の過酷な生活に耐え切れず東京に逃げてきたももが、花子の裕福な生活ぶりを見て妬みの感情を露わにした際には、花子が息子を亡くしていることをももに語る。太平洋戦争開戦後、雪乃と供に婦人会の活動に積極的に参加するようになる。
昭和20年（1945年）の東京大空襲で、「カフェータイム」が空襲に遭い焼失。村岡家に身を寄せ、終戦後は闇市で露店を始める。
昭和21年（1946年）、闇市で警察官に追われる浮浪児の姉妹を匿い、引き取ることを決断する。それを聞いた花子からは、アンの育ての親・マリラのようだと評される。
安東もも（あんどう もも）→森田もも（もりた もも）→益田もも（ますだ もも）
演 - 土屋太鳳（少女期：渡邊れいら、幼少期：須田理央、乳児期：黒沢莉愛・奥寺心優・佐藤紅）
はなの6つ年下の末妹で安東家の末っ子三女。幼少期は、はな以外の言うことを聞かず困らせる。
幼少時、兄の吉太郎が軍人を志した際には、家族でただ一人彼を応援するが、吉太郎が徴兵検査に合格して入営する日には、ふじと共に泣いて彼を見送る。はながふじの気持ちに気付かず女学校の卒業後に東京での就職を希望した際には不満を抱き、ふじが出そうとして出せなかった本音の葉書をはなに送り、彼女に帰郷を決意させる。
幼い頃から朝市に想いを寄せるが、朝市ははなに恋していることを知り失恋、間もなく父が勧める北海道で事業を開拓する森田との縁談を受け入れ、朝市に告白した後に旅立って行く。
数年後、はなの結婚式のために帰省。英治の父・平祐が息子とはなの結婚に異議を唱えた際、かよ・郁弥と共に賛成側に回る。
結婚後は、過酷な生活を実家に告げずに、夫と共に明るい未来を信じて頑張り続ける。しかし夫が病臥してからは婚家から見放され、昭和6年の夫の病死後は冷遇される。翌年の昭和7年に逃亡し、不遇な女性を保護する白蓮の噂を聞きつけ東京の蓮子を訪ねる。花子と英治の勧めで村岡家に世話になるなか、自分と違い恵まれた生活の花子に妬みの感情を露わにするが、花子は息子の死を機に日本中の子供たちのために仕事するようになったことをかよから知らされ、さらに花子が発するラジオの視聴者の安康の祈りを込めた「ごきげんよう」の言葉を聞き、気持ちが氷解していく。その後、「カフェータイム」で知り合った益田旭から求婚されて結婚。昭和8年9月13日に長女の美里を出産するが、間もなく旭が結核を患う。亡き前夫の看護が満足に出来なかった後悔もあり、転地療養する旭の看病に専念するため、病気をうつさないよう美里を花子に託す。後に旭は回復し、美里を花子の養女に出し、彼女自身は昭和13年に次女の直子を出産する。
昭和18年（1943年）。甲府に疎開していた美里が、なじめずに一人で東京へ戻ってきたときには思わず彼女を打ってしまう。このことがきっかけで、花子は美里にももが実の母親であることを打ち明けた。

#### 木場家の人々
安東家と同じく小作農家。
木場朝市（きば あさいち）
演 - 窪田正孝（幼少期：里村洋）
はなの幼馴染みで同級生。はなに恋心を抱いており、彼女に何かと親切に接する。
本が好きで、いつも本を読んでいる小学校時代を送る。はなが女学校へ転校後、読み書きのできないふじに頼まれ、はなからの手紙を読んで聞かせると同時に、はなへの手紙を代筆する。
はなが女学校へ転校してから5年後、勉強をしたい気持ちを抱きつつ、小学校卒業後は進学せず家業の百姓を継ぐ傍ら、ふじに字を教える役目を新たに引き受ける。帰省したはなと再会したことをきっかけに、たくさんの本がある教会で読書を始め、独学ながら勉強を再開し、やがて教会の森牧師の勧めで教師になることを決意し、師範学校進学を経て、はなと一緒に故郷の尋常小学校で働くことを決める。物心つく前に父を日清戦争で失っており、軍人を志望する吉太郎に複雑な感情を抱く。
はなに恋心を抱いていることを安東家のほぼ全員と母に知られているが、肝心のはな本人からは全く気付かれていない。ももから諭され、意を決してはなに想いを伝えようとするが、結局伝えることは出来ず、出版社へ就職するはなを後押しして見送る。
はなが帰省した時、図書室の窓から英語の辞書を投げ捨てようとするのを制止する。
その年の冬、徳丸武（後述）のお伴と称して、はなの様子を見るために上京し、カフェー「ドミンゴ」で英治と初対面し、自分でははなを幸せにしてやることはできない旨を告白した上で、はなの気持ちを真面目に受け止めてくれるよう英治に伝えて甲府へ帰っていく。その後、はなと英治の結婚式の場で平祐が2人の結婚に異議を唱えた際には、はなに恋心を抱いている立場として彼も異議を唱えるよう母から勧められるが、彼自身は二人の結婚を祝福し、吉平たちと共に賛成の側に回る。関東大震災が発生した際には、吉平と共に東京へ救援物資を運ぶ役目を志願する。昭和になり、久々に村岡家を訪れた際には、生徒の綴り方を本にできないか英治に相談するとともに、教師仲間の妹との結婚が決まったことを花子とももに報告する。
「朝市」の名前は『あさイチ』にちなんだものであると、脚本担当の中園が同番組出演時（2014年9月5日放送分）に明かしている。
木場リン（きば リン）
演 - 松本明子
朝市の母。夫は日清戦争で戦死し、息子たちと暮らしている。吉太郎からは「村一番のおしゃべり」と呼ばれている。「農業の役には立たない」と学問を嫌悪しており、修和女学校編入を目指す幼少期のはなと吉平についても、否定的に周囲に吹聴する。さらに、百姓仕事をせず勉強のために熱心に教会に通う息子の朝市をも親不孝者と罵り、教師を目指す彼の決意を聞いて卒倒する。吉太郎の軍隊志願を知り、夫の死を思い出し深く悲しむ。周造の死後は、子供たちが全員故郷を離れて夫婦二人だけになる安東家の面倒を見てくれるよう、はなから依頼される。
蓮子が嘉納家から逃亡し安東家に身を寄せた際には、蓮子が産気づいたと誤解した吉平に頼まれ、龍一が潜伏する東京の村岡家宛に電報を打つ。また、蓮子の兄・晶貴が使用人たちを引き連れて強引に蓮子を連れ戻しに来た際には、他の村人たちと共に応戦するが、力及ばず敗退する。
「村一番の情報通」として、はなの身辺などに関する噂を村中に伝えるという人物設定は、小説『赤毛のアン』のリンド夫人に共通するものである。

#### 徳丸家の人々
裕福な暮らしぶりの地主。安東家や木場家をはじめ、はなの住む村で多くの小作人を抱えている。
徳丸甚之介（とくまる じんのすけ）
演 - カンニング竹山
甲府一の大地主と呼ばれ、生糸を扱う商店も営む。地元の有力者で、小作人たちから恐れられているが、息子・武の勉強嫌いと成績の悪さに頭を抱えている。
幼馴染みであるふじを「ふじちゃん」と呼び、彼女の困窮時に金を貸したり、借金の肩代わりをするなど、何かと世話を焼く。吉平が失踪中のふじに、自分と再婚するよう、幾度となく遠回しに持ちかけるが、ふじには想いが届かずにいる。しかし、ふじにとって吉平が最も大切な男性であることは十分に理解しており、吉平の浮気疑惑を知った際には、彼に対し怒りを露にするが、追い出された吉平を1晩だけ泊め、周造が倒れても借金返済のためと行商へ出かけようとする吉平に、ふじの側にいるべきと説得する。
幼少時のはなから頼まれ奉公先の斡旋をするが、実際には吉太郎がはなの代わりに奉公へ行くことになる。その後、はなが家族を助けるために東京の女学校をやめて働きたいと再び希望した際には仕事の口はないと断る。
明治42年（1909年）から甲府に陸軍連隊が常駐することになり、これに伴う景気の向上を見込んで将来に期待を寄せる。吉太郎の入隊が決まった時には、彼のために賑やかな壮行会を開き、入営の日には安東家の人々と共に彼を見送る。さらに、後年にははなと英治の結婚式にも立ち会う。
大正8年（1919年）からは生糸のほかに甲州産のぶどう酒も店で扱い始めたことが武の口から語られる。
関東大震災が発生した際には、東京へ救援物資を送ることを決め、小作人たちを店に招集して、物資を運ぶために必要な男手を募る。
昭和7年（1932年）には、当時としては珍しかったラジオを購入し、安東家や木場家の人々と共に花子の放送に耳を傾ける。
昭和18年（1943年）、吉平が密かにぶどう酒を醸造していることから、武と共に安東家へ行き「軍用に供出しろ」と告げるが、吉平に拒否された。
昭和21年（1946年）に吉平が他界した際には、村岡家へお悔やみの品々を贈った。
徳丸武（とくまる たけし）
演 - 矢本悠馬（幼少期：高澤父母道）
はなの幼馴染みで同級生。幼少時には地主の息子であることを鼻にかけて威張り散らしており、取り巻きを何人も引き連れて、はなの名前や貧乏な境遇をからかったり、いじめたりする。はなが転校先で英語を学んでいると知り、村では英語など役に立たないと馬鹿にするも逆に父から叱咤され、地主の息子として小作人の娘に負けないよう精進するよう諭される。
その後、隣町の商業学校に進学するが、学校の成績の悪さで、相変わらず父から怒鳴られる。帰省途中のはなを偶然見かけ彼女とは気付かず心を奪われるが、正体が判明すると再び手のひらを返すようにはなを見下し、小学校の頃と変わっていないと彼女と朝市に評される。はなの結婚に関する想像上の中では、彼女にとって不本意な相手として登場する。卒業後は父の店で働いているが、幼少期の取り巻きはいなくなり、朝市とも力関係が逆転して、顎で使われる有様となる。
大正8年（1919年）の冬、父の使いで甲州のぶどう酒を東京へ売り込むため、朝市と共に初めて上京。朝市の前では知ったかぶりをしながら彼自身もお上りさんの態度を丸出しにしつつ、カフェー「ドミンゴ」の女給たちや、はなの友人である亜矢子に見とれて鼻の下を伸ばすが、彼女たちからは全く相手にされずに終わる。
関東大震災が発生した際には、父の命令で東京へ救援物資を運ぶ役目を負わされ、吉平と朝市の下働きのような形で強制的に同行させられる。
吉平が亡くなった際には、父の命で安東家へお悔やみの品々を届けたが、恋焦がれていた亜矢子が吉太郎の妻になっていることを知り、落胆していた。

#### 阿母尋常小学校の人々
はなと朝市の母校。後にはなと朝市が教師として就任することになる。
本多正平（ほんだ しょうへい）
演 - マキタスポーツ
はなの尋常小学校時代の担任。はなと朝市が教師として就任時には校長に昇進している。標準語や英語を発する際に訛りが抜けず、吉平とはなからたびたび指摘を受けている。はなが教師になった当初は彼女を教師失格と見なしていたが、生徒たちの要望により彼女を解雇することはなく、1年かかってようやく一人前の教師と認める。その後はなに縁談を持ちかけるも、本多によって事情を知った吉平によって白紙となった。はなが職業作家になるために教師を辞めて学校を去る時には、彼女を「この小学校の誇り」と称えて送り出す。
緑川幾三（みどりかわ いくぞう）
演 - 相島一之
はなと朝市の同僚で、男尊女卑の考えを持つ教師。東京のミッションスクール卒業で英語が堪能なはなを気に入らず、何かと嫌味や毒舌を口にし、早く結婚して退職するよう執拗に勧めるが、その一方では彼女が書いた『たんぽぽの目』の本を自分で買って読んでおり、本人から感謝される。はなが教師を辞めて学校を去る時には、他の教師たちと共に「元気で頑張れ」と餞の言葉を贈る。
合田寅次（あいだ とらじ）
演 - 長江英和
はなと朝市の幼少時には教会の番人をしており、教会に忍び込んだ2人を見付け追いかけようとする。はなと朝市が教員に就任時には小学校の小使いとして勤務している。
小山たえ（こやま たえ）
演 - 伊藤真弓
はなが担任をする組の女子生徒。幼少時のはなと同じく家が貧しく、赤子を背負って登校し、空想好きである。そんな様子が級友たちのからかいの的となっている。
母は他界し、父は働きに出ている為に不在がちである。後に赤子の弟は里子に出され、たえ自身も親戚の家に引き取られることとなり、村を去る前日に安東家を訪れてはなの家族と夕飯を共にしたり、はなの案内で教会の図書室へ行き、つかの間の読書を楽しむ。この時にはなが彼女にせがまれて即興で考えた物語を元に書いた童話「みみずの女王」は、後日「児童の友賞」に入選する。後日、たえ自身も父から与えられた『児童の友』に掲載されていた「みみずの女王」を読み、その感想を手紙に書いてはなに送る。

#### その他の山梨・甲府の人々
森 牧師（もり ぼくし）
演 - 山崎一
地域の教会の牧師。はなを東京のミッション系女学校に入れたいと願う吉平から、はなに洗礼を授けてほしいと頼まれるが、それには家族の理解と協力が必要であると説く。また、吉平からはなの才能を活かすために修和女学校の寄宿舎へ入学させたく周囲への説得を懇願されるが、はなが辛い思いをするとして反対する。その後、修和女学校で英語を学ぶはなに触発されて勉強を再開した朝市を応援し、彼に教師の道を勧める。はなと英治の結婚式の際には、朝市から頼まれて司式を執り行う。
連隊長
演 - 田中伸一
明治42年から甲府に常駐することが決まった陸軍連隊の指揮官。まだ17歳の若さで熱心に入隊を希望する吉太郎の意気込みを評価しつつも、20歳の徴兵検査までは親孝行に励むよう諭す。徳丸から接待を受けた際に飲んだ甲州産のぶどう酒を絶賛する。
望月啓太郎（もちづき けいたろう）
演 - 川岡大次郎
徳丸家と肩を並べる大地主の息子で青年実業家。「児童の友賞」を受賞したはなに興味を持ち、さらに彼女が英語も出来ることを知り、甚之介の仲介で見合いを申し込む。結婚のあかつきには彼が安東家の面倒を見ること、家事育児は全て使用人に任せてはなの好きなことをしてよい（ただし教師は辞めること）などの好条件を持ちかける。はなと出会いときめきを感じるが、彼女にその気が無いことを察し、自ら縁談を破談にする。

### 東京の人々

#### 修和女学校の人々

##### 教職員
ブラックバーン校長
演 - トーディ・クラーク
校長。英語教育に熱心なカナダ人教師で、規律に厳しく、英語の分からない編入当時のはなからは「鬼みたいにおっかない」と恐れられる。
英語の基礎を効率良く生徒たちに学ばせるため、自ら考案した独特な英語教育を実践する。規則を守らない生徒や不正を犯した生徒に対しては「Go to bed!」（ベッドに行って寝てきなさい!）と命令し、食事抜きで長時間床に就かせ反省を促すのが常である。その他にも規則違反をした生徒に反省文を書かせたり罰掃除を課すなど、生徒たちには厳格な態度で接するが、その厳しさの根底には生徒たちへの深い愛情が込められている。
はなや蓮子のように重大な問題行動を起こした生徒に対しては、退学も辞さない厳とした態度で接するが、一度本人から反省の念を確認すると温情を示して退学処分を取り下げるなど、教育者としての度量の大きさを見せる。日本人と会話をする際には、英語教師の富山か、はなに通訳を依頼する場合が多いが、一度だけ近所の子ども達に「ゴキゲンヨウ」と日本語で話したことがある。
はな達の卒業式では、「過去を懐かしむのではなく、人生の最後まで希望と理想を持ちながら進歩を続けて行かなければならない」旨の祝辞を贈る。
花子（はな）が息子を出産した際には、花子の友人・亜矢子の案内で村岡家を訪問し、花子を祝福するが、その直後に村岡家の上空を飛行機が飛んでいく様子を目撃した際、当時まだ発展途上の飛行機が将来戦争に悪用されるかもしれない可能性を危惧する言葉を言い残す。関東大震災の翌年、花子が夫と共に印刷会社を再建して「王子と乞食」の単行本化を実現させた際には、富山と共に祝福に訪れる。
昭和13年、日本の戦時体制によりミッションスクールへの風当たりが厳しくなり、カナダへ帰国することを花子に報告するとともに、日本に愛と平和を伝える自身の夢を花子に託す。
終戦後、花子は最終回における『赤毛のアン』出版の記念講演の中で、厳しくも愛情深いアンの育ての親・マリラをブラックバーン校長のような女性だと評していた。
実際の村岡花子が学んでいた東洋英和女学院の当時の校長であったミス・ブラックモアがモデル。
茂木のり子（もぎ のりこ）
演 - 浅田美代子
裁縫教師。寄宿舎の寮母でもある。はなが編入した当時、まだ幼く親を恋しがるはなの心情を思いやり、厳格な校長や富山のなだめ役も務める。その反面、行儀作法にはうるさいと言われる。はなが本科の生徒になってからも、はなの日常の規則違反を穏やかにたしなめつつ、陰では何かとはなのために便宜を図る姿勢を見せる。特殊な家庭事情を持つ新たな編入生の葉山蓮子に対しては、特に過剰なほどの気遣いを見せる。
明治維新により没落した士族の家に8人姉弟の長女として生まれ、父親が早くに亡き後、母の内職を手伝い弟や妹の面倒を見ながら苦労して勉強に取り組み、師範の資格を取得した過去を持つ。そのため、似たような境遇に育ったはなに昔の自分を重ね合わせて見ている。蓮子が起こした問題行動により、はなが退学の危機に直面した時には、謹慎中で落ち込む彼女を「苦しみに耐えた分だけ、人は成長する」と優しく慰め励ます。その一方では、生徒たちを守るために木製の薙刀を振りかざして不審な侵入者を撃退する勇ましさも見せる。また、寄宿舎に逃げ込んだかよのために新たな仕事の口を紹介する。
実際の村岡花子が学んでいた東洋英和女学院の当時の寮母兼裁縫の教師であった加茂令子がモデル。
富山タキ（とやま タキ）→梶原タキ（かじわら タキ）
演 - ともさかりえ
英語教師。校長の通訳も兼ねている。編入当時は田舎育ちで英語の基礎も解らないはなの指導に手を焼き、彼女に冷たい態度を示す。また校長や茂木に対しても遠慮のない苦言を呈し、時として感情的すぎると校長からたしなめられる場合もある。他の生徒たちからも「鉄の女」と恐れられるほど誰に対しても厳しく、本科に進級したはなの英語の成績が学年一になっても、自分の授業の方針に沿わないとして対立する。しかし、はなが卒業を間近に控えた頃、はなを女学校の英語教師に推薦しようとしたり、卒業式においての校長の通訳を託すなど、英語の実力を認める。はなの卒業時には「自分の運命を決めるのは自分自身」との言葉を贈る。
かつて修和女学校の高等科時代に大文学会で『ロミオとヂュリエット』の主役のヂュリエットを演じ、観客の梶原から見初められて恋人同士になるも、裏切られて失恋した過去があり、以来独身のまま一切の恋愛事に対して拒絶反応を示し続ける。後に単身となった梶原と再会し求婚されるが、「つかみ損ねた幸せはもう取り戻せない」として断り、あくまで教職に専念する道を選ぶ。
関東大震災の翌年、ブラックバーン校長と共に村岡家を訪問し、震災後の暗い情勢の中で「王子と乞食」の出版が生徒たちにとって唯一の明るい話題となった旨を花子に伝え、感謝の意を表するが、この時偶然に村岡家を訪ねてきた梶原と数年ぶりに再会。梶原に『ニジイロ』を毎回読んでいたことと、被災した時にはなぜか第一に梶原のことを思い浮かべた旨を告げ、長い年月を経ても互いを想う気持ちは変わっていないことを確かめる。
終戦後、梶原と結婚（梶原は再婚）していることが明らかに。
スコット先生
演 - ハンナ・グレース
カナダ人教師。修和女学校への赴任を機に別れた恋人が故郷にいる。
外国人教師の中では最もはなに親切で、美声の持ち主でもある。彼女が恋人を想って毎夜歌う歌は、はなが初めて英語に興味を示すきっかけとなる。
校長が出した英語の課題を巡りはなとの間に溝ができるが、後日、彼女が必死で覚えた片言の英語による謝罪の言葉を聞き、快く許す。
はなが本科生の時には、プライベートではなにクッキーの作り方を教えるほどの親しい間柄になる。また、はなの卒業間近に学校の下働きとなったかよにも親切に接する。
花子（はな）が息子を出産した際には、ブラックバーン校長と共に村岡家を訪問し、花子を祝福する。
昭和13年には、日本の戦時体制によりミッション系スクールに対する政府の圧力が高まり、他の外国人教師たちが帰国していく中、聡文堂の梶原から依頼されて彼の手伝いをする。また、梶原と共に村岡家を訪れ、英文の小説『パレアナ』を花子に託して翻訳を依頼する。昭和14年の秋に帰国することとなり、友情の記念として、カナダ人作家・ルーシー・モンゴメリ作の児童書「Anne of Green Gables」を花子に贈る。その後、カナダで死去した。
白鳥かをる子（しらとり かをるこ）→勅使河原かをる子（てしがわら かをるこ）
演 - 近藤春菜（ハリセンボン）
はなが女学校の寄宿舎に入舎した当初の同室の先輩。基本的には親切であるが、言葉遣いや上下関係の礼儀に厳しい。女学校に無断進入した男性を地面に叩き付けて簡単にねじ伏せる怪力の持ち主でもある。
良縁に全く恵まれず、卒業後は女学校の職員として勤めるが、婚期を逃した腹いせで生徒たちへの風当たりが強くなっていると評され、特に、編入当初から高飛車で挑戦的な態度の蓮子とはあらゆる場で対立する。
高等科の女学生時代には言語矯正会の会長役を務め、職員になってからもはなの甲州弁や生活態度をたびたび苦言し続けていることから劇中の語りでは「はなの天敵」と称されるが、はなの卒業時、実は白鳥自身も山梨の勝沼出身であるとともに甲州弁の話者同士であることを明かし、同郷のはなを「山梨の誇り」と称えて送り出す。
はなの卒業後に結婚した模様で、『赤毛のアン』の出版を温かく見守る姿が見受けられた。
綾小路先生
演 - 那須佐代子
国語教師。生徒たちに「女徳」などの道徳や古典を教える。
フィリップス先生
演 - サラ・マクドナルド
外国人教師。
その他の外国人教師
演 - タニア・ザッキドニアク

##### 女学生時代の友人
葉山蓮子（はやま れんこ）→嘉納蓮子（かのう れんこ）→宮本蓮子（みやもと れんこ）
演 - 仲間由紀恵
はなの本科生時代にやって来た編入生で、葉山伯爵の異母妹。趣味は短歌で、与謝野晶子を敬愛し、歌人として「白蓮（びゃくれん）」を称する。はなとは同じ学年だが、年齢は8歳上。寄宿舎における自分の世話係としてはなを指名して以来、彼女と深く関わっていく。
先代伯爵と愛人の芸者との間に生まれる。乳母に育てられ、14歳で政略結婚によって子爵家に嫁ぎ、16歳で出産するがその子供を取り上げられた生い立ちを持ち、家族の愛情を知らずに生きてきた。揉め事を起こし離縁された後、酒に溺れ何人もの男性たちと遊び歩いたと噂されており、体裁を重んじる兄から疎まれ「幽閉」される形で修和女学校に編入する。
編入当初は、級友や教師に対し高飛車かつ自由奔放に振る舞うが、はなとは、彼女に葡萄酒を勧め酒乱騒動を起こさせ退学寸前へと追い込み、兄への嫌がらせを込めて『ロミオとヂュリエット』のヂュリエット役を演じた大文学会での葛藤と和解を経て、「はなちゃん」「蓮さま」と呼び合い文学を語り合う「腹心の友」となる。はなの翻訳家としての才能を最初に見出したと自称し、将来翻訳家になった時のペンネームを「花子」にするよう提案する。
しかし後日、兄が強引に進める嘉納伝助との縁談を、表向きは「自ら望んだ」と偽り、伝助が福岡に創設される女学校の経営に関わることに唯一の希望を抱き、結婚に反対するはなと決別する形で福岡に嫁ぐ。再婚後、聞かされなかった夫の実態が次々と明らかになり愕然としながらも、伝助と義娘の冬子に上流社会の礼儀作法を教え込もうと奮闘するがうまく行かず、女中たちからも疎まれ、嘉納家の中で孤立を深めていく。さらに、創設される女学校については、伝助は出資のみで運営には関わらないと知り、理想の女学校を作りたい蓮子の夢は砕け散る。次第に政略結婚の現実を知り自棄になるとともに、芸術や文学に理解の無い伝助への当てつけに頻繁に自宅でサロンを開くようになる。
はなの「児童の友賞」受賞から4年後、「歌集が売れればお金になる」と伝助を説得し、伝助の出費により自著の歌集『踏絵』を出版。処女作以来執筆活動の様子が無いはなに痺れを切らし、『踏絵』の本を同封した手紙を彼女宛に送る。後日、それを受けて奮起したはなから『たんぽぽの目』の本を送られて喜ぶ。
再婚から10年後、上京する機会を得て、カフェー「ドミンゴ」ではなと再会。彼女と英治の様子を見て、無意識ながらも相思相愛同士と気付き、それぞれに助言をする。また、同じ日に出逢った宮本とは、後日に演劇の脚本の執筆を依頼されたことを機に接近し、彼に恋慕するようになる。しかし、宮本との密会の場であった「ドミンゴ」に伝助が現れたことで、宮本との関係を伝助に感付かれそうになり、宮本を知り合いではないと否定してしまう。後日、宮本から別れを告げる手紙を送られて動揺し、彼のために全てを捨てて一緒になる覚悟を示す返事の手紙を書く。数日後、嘉納家を直接訪問した宮本と再会し、互いの気持ちを確かめた上で、二人で駆け落ちを成功させるための計画を実行。大正10年の夏、花子（はな）の出産祝いにかこつけて、仕事のために上京する伝助に同行し、隙を見て宿から抜け出し、宮本と駆け落ちを果たす。翌日、伝助に宛てて絶縁状を書き宮本に郵送を頼むが、その絶縁状は彼女の意に反して新聞に公開される。この事件について本来無関係の花子を巻き込んだことに罪悪感を抱き、花子が話し合いに来た時には面会を拒絶したが、花子は蓮子にだまされたことを怒っているのではなく、蓮子が花子に会いに来ないことを怒っていると知り、花子に謝罪する。その翌年、宮本との子供を宿すが、隠れ家に追手が迫ったため、花子の勧めで甲府の花子の実家に身を隠す。その間に伝助から離婚が承諾されるが、そのことに憤慨し安東家に踏み込んだ兄により強引に連れ去られていく。
兄の命令により髪を切られた上、葉山宅で監禁生活を送る中、男児・純平を出産するも、生まれてすぐに引き離されてしまう。大正12年に発生した関東大震災で被災した際、葉山家へ現われた宮本と1年ぶりに再会を果たし、宮本・純平と共に葉山家から抜け出す。
大正13年には、華族から除籍され平民となる。宮本と正式に結婚し、姑・浪子と同居を始めるが、立ち居振る舞いや家事が不得手なことで嫁いびりに遭うようになったことを機に、かよに頼んで家事を習う。たまたま上京していた伝助と偶然再会し、かよの屋台で酒を酌み交わしながら互いの至らなかった点を反省して和解した後、正式に別れを告げる。また、そんな二人の様子を見かけ誤解した宮本に「今の暮らしに満足している」と告げる。その後、大正15年には娘・富士子が生まれる。
花子の息子・歩が急病死した際には、誰よりも早く村岡家に駆けつけて花子と悲しみを共にし、彼女の心に寄り添う内容の短歌を多数作って送る。
昭和7年の時点では、自叙伝を出版して映画化され、青凛社が創刊した雑誌「家庭」において公募した短歌の選者を務める一方、男女同権を社会に訴える内容の記事を雑誌に掲載し、多くの女性たちの共感を集める。また、福岡在住時代からの知人である黒沢に、ラジオの新番組の出演者として花子を推薦する。その後間もなく、娼妓の雪乃が自由を求めて遊廓から脱走し、助けを求めてきた時には、姑の反対を押し切って彼女を宮本家に匿うことを決める。以来、北海道から逃げてきたももを含め、苦しい境遇から逃げて来る女性たちを保護するようになる。
昭和13年、戦争を賛美する宇田川や長谷部たちに対し違和感を感じ、以来彼女たちと距離を置く。龍一が中国との和平工作に加担し憲兵に逮捕され、自身も家族を守るために軍事国家と闘う姿勢を貫くが、家族を守るためには「長い物には巻かれろ」と考える花子と対立し、決別することとなる。
昭和19年（1944年）、学徒出陣で出征していた長男・純平が一時帰省した際、ぶどう酒を飲んでいたが花子からもらった物だと覚り、彼女と没交渉になっている事を明かした。
昭和20年（1945年）。終戦を迎え、「純平が帰って来る」と期待していたが、官報が入り「8月11日に戦死した」事を知り、ショックを受け一晩のうちに髪が白髪になりまるで老婆のような姿になってしまう。このことをかよから聞いた花子が7年ぶりに宮本家を訪れた際、「あなたのせいよ」と悲しみをぶつける。
昭和21年（1946年）。龍一に懇願された花子が1年ぶりに訪れた際、「純平を送り出す時に、『武運長久をお祈りします』と言ってしまったの」と打ち明け、涙ながらに花子と和解した。そして、花子の勧めでラジオに出演し、平和を訴えた。
村岡花子と親交があった歌人の柳原白蓮がモデル。
作中では準主人公の位置付けがされており（後述）、彼女が出演する回のクレジットでは、必ず彼女が最後の紹介（トメ）となっている。
醍醐亜矢子（だいご あやこ）→ 安東亜矢子（あんどう あやこ）
演 - 高梨臨（幼少期：茂内麻結）
はなの友人で貿易会社の社長令嬢。
両親の海外赴任により、はなと同時期に修和女学校に編入。同学年で寄宿舎も同室であることから、はなの最初の友人となる。はなに対しては、奥手な彼女の初恋を応援したり、退学を阻止するために尽力したりと世話を焼く。しかし、本科生時代に蓮子が編入してきて以来、はなが自分よりも蓮子との関係を優先させるようになり、一時期はなに対して苛立ちを覚える。
幼少時より貿易商の父親から英語を教わっており、編入当初から英語が得意であった反面、掃除は全て使用人に任せていたため、はなと対照的に掃除が大の苦手。他の多くの生徒たちと同様、容姿端麗で家柄のいい理想的な男性との結婚を夢見ている。大文学会でロミオ役を演じた後、実家に戻って通学生になり、見合い三昧の日々を送った末、卒業間近に医者と婚約するが、相手に恋のときめきを感じないことを理由に自ら婚約を破棄し、はなの紹介で「向学館」に就職する。
はなが自分を「花子」と名乗っている件については「はなの方があなたらしい」と取り合わず、はなが「安東花子」のペンネームで童話『みみずの女王』を向学館に投稿した際には、雑誌への掲載時に彼女のペンネームを勝手に本名に変更し、「児童の友賞」の授賞式の場で騒動を引き起こす。その後、出版社「聡文堂」を創業する編集長の梶原に伴って移籍し、同僚になったはなと共に新たな編集の仕事を始める。
占い師の助言を受けて以来、出版社の取引相手である印刷屋の村岡英治に想いを寄せる。はなが英治に抱擁される現場を偶然目撃したことから、彼女に対してライバル心をむき出しにするようになるが、はなが翻訳した『王子と乞食』のために英治が描いた挿絵を見て、彼のはなに対する想いを悟り、身を引く。その直後、英治が既婚の事実を隠してはなに思わせぶりな態度を示していたことが発覚し、はなに同情する。英治が宇田川満代から依頼されて童話『銀河の乙女』の挿絵をうまく描けずに悩んでいた際、英治に助言を与える。
蓮子が宮本と駆け落ちした翌々日、早朝に村岡家を訪ね、新聞の朝刊に蓮子が伝助へ宛てた絶縁状が掲載されていることを花子（はな）と英治に知らせる。後日、伝助からの反論文を新聞で読んで、蓮子の結婚生活の実態を初めて知り、蓮子の苦悩を最も理解していた花子を改めて「蓮子の腹心の友」と認めると同時に、女学校時代にはなと蓮子の仲に嫉妬していたことを花子に謝罪する。また、蓮子の波乱に満ちた人生を書にしようと宇田川に執筆を依頼し断られた結果、自ら執筆する決意を固め、蓮子の半生について取材を始める。蓮子が葉山家に監禁されている最中には、花子と蓮子が再会できるように協力もする。関東大震災から半年後、蓮子を題材に仕事をすることを家族に反対され、家を出て一時的に村岡家に居候する。この時、『王子と乞食』の単行本化の資金難に悩むはなに協力し、女学校時代の友人らに声をかける。大正15年には自らも蓮子の伝記の単行本化を実現させ、後に吉太郎と結婚を約束する。しかし上官から結婚の了承を得られず吉太郎から別れを告げられるが、いい返事を得られるまで彼を待つとともに仕事に打ち込む決意をする。
昭和7年に青凛社で創刊した雑誌「家庭」では、随筆を寄稿する。太平洋戦争開戦後、戦地の様子を取材するため、父親の会社を頼ってシンガポールに渡り、帰国の途につく際に船団が米軍からの魚雷攻撃に遭い、戦死を目の当りにする。帰国後すぐ花子を訪ね、戦争の恐ろしさを語り泣き出した後、自宅に引きこもる。
昭和20年（1945年）には、自宅から出られるようになり闇市で、吉太郎と再会。互いの無事を喜び合うが、その場で別れを告げられてしまう。その後、彼を待っていたら「おばあちゃんになってしまう」と危機感を抱き、甲府へ。安東家で吉平とふじへ「家事は得意ではないがここに置いて欲しい」と懇願。その後、吉太郎と結婚した。
吉太郎と結婚したことで花子は義理の妹となるが、その花子は『赤毛のアン』の出版記念パーティーの席上でのスピーチで「二人の腹心の友」として蓮子と彼女を腹心の友として述べていて、そのスピーチを聞いて感激している。
一条高子（いちじょう たかこ）
演 - 佐藤みゆき
はなが寄宿舎に入舎した当時の同室の先輩。本科に在籍中に外交官から縁談を持ち込まれ、海外赴任する相手の都合により早期退学を求められる。
畠山鶴子（はたけやま つるこ）
演 - 大西礼芳
はなの本科時代の同級生で、寄宿舎で同室の友人。亜矢子と共にいつも男性や縁談の話題に花を咲かせている。大文学会では舞台演出のリーダー的役目を務め、シェイクスピアの戯曲をもっと研究したいとの理由から高等科への進学を決める。卒業式の際には、「自分たちの生涯の中で女学校時代が最も楽しかった」旨の答辞を読み上げ、それを受けてブラックバーン校長が前述の祝辞で返答する。震災後、亜矢子が企画した村岡家でのお茶会ではなたち女学校時代の友人と再会し、『王子と乞食』の出版に協力を申し出る。
松平幸子（まつだいら さちこ）
演 - 義達祐未
畠山と同様にはなの同室の友人。在学中に両親の勧める縁談が成立し、卒業を待たず退学する。
大倉澄子（おおくら すみこ）
演 - 中別府葵
はなの学年で最も背の高い生徒だが、内気で控え目な性格。本人の言によると許婚がいるためその目を気にして大文学会でのロミオ役を断ったが、その後ロミオと決闘するティボルト役を誰よりも男らしく演じる。本科修了後は進学せず、結婚のために退学する。震災後、亜矢子が企画した村岡家でのお茶会ではなたち女学校時代の友人と再会し、『王子と乞食』の出版に協力を申し出る。
梅田淑子
演 - 中村優里
はなの同級生。教室では、はなの前の席。震災後、亜矢子が企画した村岡家でのお茶会ではなたち女学校時代の友人と再会し、『王子と乞食』の出版に協力を申し出る。
竹沢昌代
演 - 冨手麻妙
はなの同級生。大文学会でパリス公爵役を演じる。震災後、亜矢子が企画した村岡家でのお茶会ではなたち女学校時代の友人と再会し、『王子と乞食』の出版に協力を申し出る。

#### 孤児院の関係者
北澤司（きたざわ つかさ）
演 - 加藤慶祐
はなの初恋の相手。金沢の由緒ある家柄の帝大生で、帝大一の秀才と言われ、英語にも堪能である。
孤児院の奉仕活動ではなと出会い、彼女を初めて「花子」と呼び、はなの英語の能力の高さから、彼女を貿易商の娘だと勘違いする。帰省中のはなに修和女子校の寄宿舎へ恋文の葉書を送るが、白鳥の検閲を経てはなに手渡されたために想いは伝わらず、後日、結婚を前提に改めて交際を申し込むが、身分不相応と考えたはなから別れを告げられる。
岩田祐作（いわた ゆうさく）
演 - 井上尚
北澤の友人で、財閥の子息。
ミニーメイ
演 - エラ・フィースティング
はなや北澤たちが奉仕活動する孤児院に預けられていたカナダ人の少女。愛称としてミニーとも呼ばれる。貿易商の父親と共に来日中に父親を亡くし、日本語も分からず周囲に対して心を閉ざしていたが、英語に堪能なはなと北澤の働きかけで少しずつ笑顔を見せ始める。やがてカナダから迎えが来て孤児院を去る。
牧師
演 - 川中健次郎
はなや北澤たちが奉仕活動する孤児院の牧師。はながクリスマス会の後でミニーメイのために特別に英語の紙芝居をしてくれた（そのためにはなは寄宿舎の門限を破った）ことを茂木と富山に説明し、ミニーメイがはなのために紙芝居のお礼として描いた絵を取り次ぐ。この事情を知った茂木は校長に報告し、はなの門限破りの処罰を軽減するよう嘆願する。

#### 出版関係者
梶原聡一郎（かじわら そういちろう）
演 - 藤本隆宏
はなが臨時アルバイトをした向学館の編集長。後に聡文堂を創業して社長になる。
女学校の大文学会で『ロミオとヂュリエット』の演劇を観ており、はなが劇中で演じた役から、アルバイトの彼女を「小間使い君」と呼び、その呼び名が編集部全体に定着してしまう。後年、卒業を控えたはなから依頼され向学館の就職の世話をするが、急遽甲府に戻る決意をしたはな本人から謝罪の上で撤回される。後日、はなの代わりに紹介された亜矢子を社員として採用する。
青年時代、修和女学校の大文学会の演劇で主役を演じていた富山と出逢い、恋人同士になるが、親が決めた財閥の娘との結婚を選び、富山を裏切った過去を持つ。離婚後、富山と再会して彼女に求婚するが断られる。
「児童の友賞」の授賞式の場では、「みみずの女王」を面白いと評しながらも、はなが小説家になるには個性が弱いと指摘する。しかし、彼女の第二作「たんぽぽの目」については、普遍的な日常に着目した作風がかえって斬新と高く評価する。自らが独立して創業する出版社・聡文堂から『たんぽぽの目』を単行本として刊行することを決めると共に、はなに聡文堂への入社を誘う。聡文堂では、はなたちと共に『赤い鳥』に匹敵する優れた児童向けの雑誌を作ろうと奮闘する。当初は創刊する雑誌の名前を『白い鳩』とするつもりであったが、はなの発案を受け入れて『ニジイロ』に変更する。
英治に失恋した精神的影響から仕事で失敗続きのはなに対し、謹慎処分を言い渡す。はなの復帰後、いったん宇田川満代の担当から外された彼女を再び宇田川の担当に指名する。
大正12年の夏、会社の関係者全員で「王子と乞食」の翻訳の完成を祝うも、その翌日に関東大震災が発生し、社員たちは無事であったが会社の建物は全壊する。震災後は向学館に戻り、仕事を求める花子に翻訳の仕事を提供する。震災の翌年、仕事の依頼で村岡家を訪問した際に、偶然にも富山と再会、被災した時には第一に富山のことを思い浮かべた旨を告白し、また富山と会いたい意思を告げて彼女の承諾を得る。
大正15年の夏、英文の本1冊の翻訳をわずか10日で仕上げねばならない難題を花子に持ちかけるが、これが原因で花子は歩と約束していた海水浴に行けなくなり、歩の機嫌を損ねてしまう。さらに後日、歩の急病死により花子が翻訳作業を続けられなくなったことを英治から告げられ、これを承諾すると同時に、憔悴しきった英治の容体も気遣う。昭和7年には聡文堂の再建を果たす。昭和13年には日本が急速に軍国主義化し、翻訳物の出版が困難になるも、修和女学校のスコット先生と協力して可能な限り仕事に取り組む方針であることを花子に語る。
終戦後、翻訳した作品の出版依頼に村岡家へ訪れた際、富山と再婚していることが判る。
『赤毛のアン』出版記念パーティーで、スピーチをしていた。
向学館の編集部員
演 - 猪俣三四郎、中津川朋宏、宮平安春
須藤大策
演 - 西沢仁太
聡文堂の編集部員。穏健な男性で、はなを見下す三田をたしなめつつ、はなの仕事を静かに見守る。日本茶より紅茶の方が好き。家庭ではやや恐妻家の面がある。
三田悠介
演 - 本田大輔
聡文堂の編集部員。神経質な男性で、はなの発案や言動に対してたびたび否定的な発言をするほか、亜矢子の発言についても私情が入りすぎていると批判する。その後、宇田川満代の担当の仕事ではなに先を越された際には「一生の不覚」と悔しがり、宇田川に対して何かと媚を売るようになるが、宇田川からは「使えない男」と酷評される。
宇田川満代（うだがわ みつよ）
演 - 山田真歩
はなと同時に「児童の友賞」に入選した女性。趣味の延長として書いた作品がたまたま入選しただけのはなと対照的に、かねてより職業作家を目指していた。授賞式の場では堂々とした態度ですぐに売れっ子作家になると宣言し、当時の流行作家である田山花袋を全く知らなかったはなを公然と見下し、愚弄する。4年後、宣言通り売れっ子作家になり、向学館で偶然出くわしたはなに対して嫌味を前面に出して邪魔者扱いし、「たんぽぽの目」の原稿のタイトルだけを見て酷評する。これらの出来事から、はなから最も苦手な女とされている。
売れっ子作家になってからは、以前にも増して高慢な態度になり、自分の好みに合わない仕事の依頼を平然と断るようになる。恋愛小説の筆が進まないなか、新しく創刊する児童雑誌『ニジイロ』の原稿依頼に訪れるはなに対しても苛立ちを見せ、自身の文壇デビューのきっかけでもある児童文学を卑下し依頼を断る。
それでも執拗に依頼を続けるはなに対しての苦情を入れに聡文堂を訪れるが、梶原や他の社員たちからも懇願され、停滞する恋愛小説の執筆を進めるため面白い恋愛の話題を提供してくれれば依頼を引き受けてもよいと提案する。この日の夕方、はなはカフェー「ドミンゴ」にて蓮子と10年ぶりの再会を約束していたが、宇田川の突然の来訪によってはなは編集部に足止めされ、「ドミンゴ」に到着する時間が大幅に遅れてしまう。これにより、蓮子と宮本が「ドミンゴ」で遭遇するきっかけが発生する。後日、はなが「友達の話」と偽って語った彼女の恋愛体験に興味を示し、これを参考にして執筆中の恋愛小説を完成させた後、約束通り『ニジイロ』に掲載する原稿を書いてはなに手渡す。後日、はなの手落ちで『ニジイロ』が店頭販売前に手元に届かなかったことに憤慨して聡文堂に押し掛け、責任を追及、重ねてその場で彼女に礼を欠いたはなを担当から外すことを要求する。しかし、亜矢子をはじめ他の社員たちも悉く彼女の担当から外され、結局は再びはなが彼女の担当を任される。彼女が『ニジイロ』に連載した童話「銀河の乙女」を単行本化する話が持ち上がった際、同時に連載されていた「王子と乞食」の挿絵を気に入り、「銀河の乙女」の単行本も同じ画家（英治）の挿絵にすることを要望する。
カフェー「ドミンゴ」で蓮子（白蓮）と初対面した際には、「大正三美人の一人」と言われる彼女に嫌悪を示し、後日、新聞に掲載された蓮子の絶縁状について報道陣から感想を求められた際には、彼女について憶測混じりで酷評する。その後、亜矢子から蓮子の伝記の執筆を依頼されるがこれを断り、伝記は亜矢子自身が書けばいいと言い捨てる。関東大震災から半年後、仕事の斡旋を乞う花子に対し、被災時に助けてくれた男性と結婚して筆を置いているため力になれない旨を手紙で伝える。しかし、昭和7年の時点では既に離婚し、執筆活動を再開している。
昭和13年、従軍記者として戦地へ赴く事を公表。昭和14年の初夏には戦地から帰還し、誇らしげに戦地の様子を花子たちに語る。
終戦後、闇市にあるかよの屋台で、ラジオから流れる花子の番組を聴く。戦後7年間筆を置いていたが、「赤毛のアン」を読んで再び執筆意欲が湧き、花子を訪れ感謝の意を述べる。
長谷部汀（はせべ なぎさ）
演 - 藤真利子
昭和7年の時点における人気女流作家。文学界の中では大御所的存在とされ、青凛社の雑誌「家庭」に寄稿する。昭和13年に、宇田川を従軍記者に推薦する。
モデルは明治から昭和初期にかけて活躍した作家、歌人、長谷川時雨。
小泉晴彦（こいずみ はるひこ）
演 - 白石隼也
小鳩書房の若手編集者。梶原と共に村岡家を訪れ、花子から「Anne of Green Gables」と「Uncle Tom's Cabin」の翻訳原稿を受け取るが、「Anne of Green Gables」は日本での作者の知名度が低いとの理由で、出版を断る。
だが6年後。小鳩書房社長と共に村岡家を訪れ、「Anne of Green Gables」の出版を決めるが、社長が当時、原作を読んでいなかったことが判明。そのため、美里から責められた。出版化決定後、邦題を「赤毛のアン」にすることを提案。
門倉幸之介（かどくら こうのすけ）
演 - 茂木健一郎
小鳩書房の社長。
真夜中に村岡家敷地内の「歩文庫」へ小泉と共に訪れ、「Anne of Green Gables」の原稿を読みふけり、丁重にお詫びした後、原稿を持ち帰った。

#### 村岡家の人々
銀座界隈で3階建ての自社ビルを持ち、多くの出版社を顧客に持つ印刷屋を経営しているが、関東大震災により会社は全壊。翌年、青凛社（せいりんしゃ）の名前で会社は再建される。
村岡英治（むらおか えいじ）
演 - 鈴木亮平
花子の夫。向学館に出入りしている印刷屋・村岡印刷の二代目。はなが女学校の本科生時代に学校の紹介で臨時アルバイト時に出会う。はなを褒め言葉のつもりでナマケモノに喩えるが、彼女からは憤慨される。はなの英語の才能を評価し、急遽依頼した翻訳の謝礼と勉学を応援する気持ちを込めて、彼女に高価な英語の辞書を贈る。村岡印刷時代は英語が素人であったが、昭和13年、ブラックバーン校長と再会した時には流暢に話せるようになっていた。
「児童の友賞」の授賞式の場において、はなに対し充分に小説家になれる才能があると励まし、北澤に次いではなを「花子」と呼ぶ。
創業した聡文堂にも日常的に出入りする。後に聡文堂の社員になったはなと再会した時には、彼女が女学校卒業後、英語からかけ離れた生活を送っていたことを知って驚き、彼女の英語への情熱を取り戻させるために、イギリス帰りの弟・郁弥を紹介する。また、かつて画家を目指していた腕前を活かし、はなが新しい雑誌『ニジイロ』に掲載する翻訳物の挿絵も彼自身が手掛ける。その挿絵を気に入った宇田川満代の要望より「銀河の乙女」の単行本の挿絵の作画をはなから持ちかけられる。一度は依頼を断るが、社長である父・平祐からの「社長命令」でやむなく依頼を引き受ける。
仕事の傍ら、病床の妻・香澄の見舞いに毎日病院へ通う日々を送るなか、はなに対して恋愛感情を抱いていることを蓮子から指摘されて困惑する。さらに、はなから愛の告白を受け思わず彼女を抱きしめるものの、翌日には、はなに忘れるよう告げる。一方、はなへの気持ちを見透かした妻から離婚を迫られ、先方の両親との話し合いを経て、不本意ながらも離婚が成立するが、その後も香澄が亡くなるまで病院へ見舞いに訪れ続ける。
香澄の死後は、持ちかけられる見合いも断り、はなとも仕事の取引相手と割り切って接するが、朝市からはなを幸せにするよう懇願されたことや、再婚を認める香澄の遺言を知り、はなとの結婚を決意する。結婚後は花子と共に息子・歩を育てながら平穏な生活を送るも、蓮子と宮本の駆け落ち事件に巻き込まれ、彼らを匿うために協力するほか、嘉納伝助が現れて宮本と修羅場の状態に陥った際には二人の仲裁を取り持つ。また、将来新米の父親となる宮本のために赤子の世話の仕方を指南する。関東大震災の時にはかよを見付けて保護するも、郁弥を助けることができず、自身の無力感に苛まれる。
震災後は、倒壊した自社を再建するための資金を稼ぐために工事現場で働き始めるなど奔走し、花子とともに、震災で暗礁に乗り上げた『王子と乞食』の単行本化を目指し、印刷会社兼出版社を立ち上げる決意をする。震災の翌年、伝助の紹介で銀行の融資が受けられることになり、小さいながらも自宅の庭に「青凛社（せいりんしゃ）」という名前の新しい印刷会社兼出版社を立ち上げ、郁弥が生前に望んでいた『王子と乞食』の単行本化も実現させる。
大正15年、息子・歩が急死した時には花子と共に慟哭するが、その後は気丈に花子を支えつつ自らも亡き息子のために生きる決意を固める。昭和7年には花子と協力して雑誌『家庭』を創刊する。
昭和18年（1943年）、戦況が悪化すると共に印刷会社は開店休業状態に。旭と共に、軍需工場で働き始める。
昭和20年（1945年）。闇市で後の『アンの青春』原作本を入手し、花子に贈るが「「アン・オブ・グリン・ゲイブルズ」が出版される日まで、英治さんが持っていて」と、託された。
終戦から6年後、自宅敷地に小規模な図書館・「歩文庫」を開館した。
村岡花子の夫・村岡儆三がモデル。
村岡平祐（むらおか へいすけ）
演 - 中原丈雄
英治の父で、村岡印刷の社長。カフェー「ドミンゴ」の常連客でもあり、店内では身分を明かさず女給のかよと言葉を交わすことを楽しむ一方、周囲の客たちの会話に耳を傾け口を挟むことがある。はなが宇田川に執筆依頼をする現場にも居合わせており、執筆依頼を無下に断る宇田川の態度に不愉快を示し、はなに同情する一方、宇田川が発した「（はなは）編集者には向いていない」との言葉には共感し、故郷へ帰ることを勧める。また、帝大生の宮本龍一が新聞の三面記事を読んで頭ごなしに蓮子を批判するのを聞きとがめ、蓮子の本質を宮本に理解させるために彼女の歌集『踏絵』の本を与える。その後、宇田川の説得に成功したはなの様子を見て、はなを編集者らしくなったと認めるが、後日、カフェーの紳士としてではなく村岡印刷の社長としてはなと対面した時には、編集者としてあまり優秀になると女性は生意気になるなどと放言する。さらに、はなと亜矢子が自分たちの仕事に理解を示してくれる男性と結婚したいと希望を語った際には、そのような都合の良い男性がいるはずがないと反論する。英治が「銀河の乙女」の単行本の挿絵の依頼を拒否し、はなと亜矢子が村岡印刷を毎日訪れて英治を説得するつもりだと言い出した際にはこれを迷惑がり、彼女たちに代わって英治の説得を引き受ける。
嫁・香澄の父が英治に離縁を勧めていることに同意を示すとともに、英治に健康な女性と再婚するよう勧める。
香澄の死後は以前にも増して英治にしきりに見合い話を持ち込むが、英治からは拒否される。英治の再婚相手は専業主婦であるべきと考え、はなと英治の結婚式では、結婚後も仕事を続けるはなに異議を示すが、二人を祝福する参列者らの熱意に押し切られる。
大正12年の夏、村岡印刷の社長職を英治に譲り郁弥に専務取締役を任命した翌日に関東大震災が発生し、震災で自宅を失い息子夫妻宅に世話になる形で同居を始める。郁弥の死に悲嘆に暮れ、英治が目指す自社再建計画にも後ろ向きな意見を発するなど沈鬱した日々を過ごすが、震災の翌年、英治の会社再建が実現し、生気を取り戻す。大正15年に孫の歩が急死した際には再び気落ちしながらも、郁弥を失った時の自身の気持ちと照らし合わせて花子に共感し、英治に対しても花子と話し合い彼女の悲しみを受け止めるよう忠告する。昭和4年に他界する。
村岡郁弥（むらおか いくや）
演 - 町田啓太
英治の弟。イギリスで最新の印刷技術を学んで帰国した。英治の紹介ではなを初めて紹介された銀座のカフェー「ドミンゴ」で彼女と英会話を楽しんだり、イギリスで入手した英語の小説本『The Prince and The Pauper』を彼女に贈り、はなの英語への情熱が再熱するきっかけを作る。後日、はなにより翻訳された本書は「王子と乞食」の題名で『ニジイロ』に掲載される。やがて英治から頼まれて担当を引き継ぎ聡文堂に出入りする。
「ドミンゴ」で甲州弁を話す女給のかよに興味を示し、自らが好きな忘れな草の花を贈ったり逢い引きに誘うなど彼女に言い寄るが、一方では彼女からチップを希望されても決して渡そうとせず、彼女からはつれない態度を取られる。
病気の義姉・香澄について、英治に離婚を勧める父に抗議をしたり、香澄が英治の浮気を察して離婚話を持ち出したことを知り思い悩むなど気にかけ、はなの存在に苦悩しながら死んだ香澄を気の毒がり、英治とはなに対して互いの結婚に反対する考えを告げる。しかし後日、結婚を認める香澄の遺言を英治に告白する。
はなと英治の挙式において父が異議を唱えた際には、はなの妹たちと共に賛成側に回る。後に花子（はな）の両親が上京した際には、かよに求婚するつもりである意思を彼らに語る。大正12年9月1日の正午前、「ドミンゴ」に楽団を呼び、彼らに音楽を演奏させつつ派手な演出でかよに求婚するが、その直後に関東大震災が発生し、火災に巻き込まれて命を落とす。震災後、彼が生前に自慢していたイギリス製の腕時計がかよの手で拾われ、唯一の遺品となる。
村岡儆三の弟であった村岡斎がモデル。
村岡香澄（むらおか かすみ）
演 - 中村ゆり
英治の最初の妻。容姿端麗であるが、結婚してすぐに結核を患い、3年間入院している。雑誌『ニジイロ』に掲載された、英治が描いた「王子と乞食」の挿絵を見て、彼がはなに想いを寄せていることを察し、「（自分が）死ぬのを待たれるのが嫌」と英治に離婚を切り出して間もなく他界する。
生前、自分の死後について英治は生涯独身を通すかもしれないと予想した上で、自分が死んだら誰かと一緒に生きて欲しいことを英治に伝えるよう郁弥に遺言し、義母の形見のカメオを英治の愛する人に渡すよう郁弥に託していた。
村岡歩（むらおか あゆむ）
演 - 横山歩（2歳：遠藤颯）
花子と英治の息子。大正10年9月13日に生まれる。父方の祖父の平祐からは村岡印刷の後継ぎとして期待され、花子の家族や知人たちからも祝福を受ける。しかし、その後間もなく蓮子と宮本の駆け落ち事件が発生した影響で、外部の人間がたびたび村岡家に押しかけ、また花子と英治の夫婦喧嘩も発生し、そのたびに泣き出して花子を困らせる。成長するにつれて絵を描くことが好きになり、廊下などにも勝手に落書きをするため、花子からはよく怒られるが、本人は落書きを悪いことだと思っておらず、むしろ花子を落書きの仲間に引き入れてしまうことさえある。また、自分で即興の歌を作って歌い、花子と英治を感心させる。
大正15年の夏、生まれて初めて家族全員で海に行くことを楽しみにするも、当日は雨で行けなくなり機嫌を悪くするが、花子が即興で語った雲の話で、雨の大切さを学び、機嫌を直す。この時、雲は日照りの暑さから人々を救うために自分の身を犠牲にして雨を降らせたのだと花子から聞いた歩は、雲は雨を降らせて消えた後にお別れとして虹になるのだと語り、家族たちを感心させる。後日、花子が仕事の都合で再び海に行けなくなり、前にもまして機嫌を損ねた歩は腹いせにわざと英語の辞書に落書きをして花子を怒らせるが、折よく村岡家を訪れた伯父の吉太郎の仲裁で機嫌を直し、花子と仲直りする。歩はこの時、自分は天国から花子を見付けて彼女の子になりたいと神様に頼み、村岡家に生まれてきたのだと吉太郎に語り、傍にいた英治たちから「花子に似て想像の翼が大きい」などと再び感心される。
しかし、その数日後、疫痢にかかり、花子たちの懸命の看病も甲斐なく、9月1日の明け方、5歳の誕生日を目前にして急逝する。歩の死後、蓮子の提案で花子と英治が海へ出かけた時、空の上に虹が現れる。それを見た花子たちは、歩が生前に語っていた通り虹になって花子たちに別れを告げているかのように感じる。
昭和7年、花子が初めてラジオ番組に出演した際には、緊張する花子を励ますかのように幻の形で花子の前に現れる。
村岡美里（むらおか みさと）
演 - 金井美樹（13歳：三木理紗子、5歳：岩崎未来）
ももと益田旭の実娘で、村岡家の養女。
花子の息子・歩の死から7年後の昭和8年、歩の誕生日と同じ9月13日に生まれ、英治が命名する。生まれてまもなく益田夫妻が転地療養に赴くことになり、感染防止のために村岡家に預けられる。昭和13年の時点では、益田夫妻の希望により、村岡家の養子となっている。
先述の事情から、花子を「お母ちゃま」、ももを「叔母ちゃま」と呼んで育つ。昭和13年、赤子の頃から成長を供にした柴犬・テルが軍用犬として国防婦人会に徴集され、周囲の大人たちの言葉を信じて帰りを待ち続ける。
昭和18年（1943年）。甲府の安東家に疎開するが、甲府での暮らしになじめず国民学校でも孤立。一人東京へと帰って来た。昭和20年4月の東京大空襲では、戦火の中を花子と共に逃げ惑う。
終戦から6年後。小鳩書房社長が「アン・オブ・グリン・ゲイブルズ」を読んでいなかったことを知り、「母に謝ってください」と、怒りを露わにした。

#### 葉山家の人々
蓮子の生家で、由緒正しい家柄の伯爵家。
葉山晶貴（はやま あきたか）
演 - 飯田基祐
葉山家の当主。先代伯爵の嫡嗣で、蓮子の異母兄。あらゆる問題事を金で解決しようと画策し、何よりも世間体を重んじている。
蓮子とは不仲であるとともに彼女の存在を公にすることを嫌がり、蓮子から招待された女学校の大文学会では、大勢の観客の前で主役を演じる彼女を見て不快感を滲ませる。実は先代伯爵の死後から葉山家は経済的に困窮しており、後日、蓮子の意思を無視して嘉納伝助との政略結婚を強行させる。
蓮子の再婚後は、嘉納家からの結納金を使って貴族院議員に就任したり様々な事業に着手するが、いずれもうまくいかず、嘉納家を訪れて金の無心をするようになる。
蓮子の再婚から10年後、新聞記事で蓮子の失踪と絶縁状の内容を知って激怒し、直ちに彼女を捜し出して連れ戻すよう使用人に命令後、動揺しながら嘉納家を訪れ、伝助の前で土下座をして絶叫しながら蓮子の不埒を詫びる。安東家に潜伏する蓮子を見つけ出し、蓮子が妊娠中と知りながらも無理矢理連れ帰った後、妻・園子に命じて切った蓮子の髪を嘉納家へ持参し、改めて伝助に謝罪するが、受け取りを拒否される。
大正12年9月1日、関東大震災で被災した際、混乱に乗じて使用人たちが家財道具を持ち逃げし、財力も権力もすべて完全に失う。その直後、蓮子を助けに来た宮本を咎めることはせず、純平と共に彼女を自由の身とする。
柳原白蓮の異母兄である柳原義光がモデル。
葉山園子（はやま そのこ）
演 - 村岡希美
晶貴の妻。言葉遣いは丁寧であるが、夫と同様に蓮子の存在を疎んじている。
晶貴の指示で駆け落ちした後に連れ戻された蓮子の髪を切る。晶貴の留守中、訪ねて来た花子の執拗な懇願を受けて渋々蓮子と面会させるが、蓮子と子供を分離させていることに抗議する花子に対し、生まれた子は母親から引き離して乳母に育てさせるのが華族のしきたりと言い放ち、花子の反感を買う。
久保山（くぼやま）
演 - 大林丈史
葉山家の親戚の男性。蓮子の政略結婚の相手として、嘉納伝助を葉山家に紹介する。
日下部（くさかべ）
演 - つまみ枝豆
葉山家に仕える運転手。蓮子が駆け落ち事件を起こして葉山家に監禁された際、花子と亜矢子から執拗に懇願され、園子からの叱責を覚悟の上で蓮子との面会に協力する。

#### 社会主義運動の関係者
明治以来、一部の特権階級だけが国の富を独占して国民の大部分が貧しい生活を強いられている日本の不条理な社会を強く批判し、真に平等な社会を作ることを理想とする、社会主義運動の関係者たち。政府からは社会の秩序を乱す危険思想の持ち主と見なされ、たびたび弾圧を受けている。
浅野中也（あさの ちゅうや）
演 - 瀬川亮
吉平が熱心に支持する東京の社会主義運動家で、労民新聞の社主。行商人である吉平を宣伝活動のために利用するが、彼の社会主義運動が政府から危険思想と見なされ、他の社員たち共々警察に逮捕される。4年後に釈放され、逃亡中の吉平に偶然再会し、吉平は逮捕の対象になっていないことを告げる。
山田国松（やまだ くにまつ）
演 - 村松利史
新潟出身の饅頭売り。吉平が「伝道行商」と称し社会主義の関連書を売っている時に出会った。初対面の時には吉平を商売敵と見ていたが、いつの間にか吉平と一緒に「社会主義」の旗を掲げ、伝道行商の手伝いを始める。浅野が逮捕された後は、吉平と共に故郷の新潟へ逃亡する。
宮本龍一（みやもと りゅういち）
演 - 中島歩
かよが女給をしているカフェー「ドミンゴ」の常連客。四谷区、四谷南町在住。社会主義運動やそれに伴う演劇活動にのめり込む帝大生で、カフェーで学生仲間と共に政治や文化について熱心に談義する。
ブルジョア階級の人間を目の敵にしており、「ドミンゴ」ではなと待ち合わせ中の蓮子に対して挑発的な行動をとる。しかし、平祐から与えられた蓮子の歌集『踏絵』を読み、籠の鳥である彼女の実状を知るとともに、彼女の短歌に込められた情熱に心を動かされ、福岡の嘉納家に出向き蓮子のもとに押し掛けて、自らが携る演劇の脚本の執筆を懇願する。以来、脚本作りを通して蓮子と接するうちに、彼女に恋心を抱くようになる。人目を忍ぶ恋や伝助の存在に傷つきながらも、蓮子と心を通わせていき。大正10年の夏、全てを捨てて一緒になる覚悟を決めた蓮子との駆け落ちを計画。後日、蓮子と共に逃走を図る。翌日、蓮子から伝助宛ての絶縁状の郵送を託され、学生仲間たちに投函を依頼するが、その絶縁状は彼らの独断で新聞社に渡り、大きく報道される。その後は蓮子と共に自宅を離れ、追手から逃れて父の旧友である山川弁護士の自宅に身を寄せるが、そこも追手が迫ったため、妊娠中である蓮子を花子の実家へ預ける。その後、村岡家に潜伏中に伝助に見付かり大喧嘩となるが、結果として蓮子の妊娠を知った伝助が身を引く。蓮子が産気づいたと誤報を聞いて甲府の安東家を訪れた際に、嘉納鉱業の番頭から預かった蓮子の宝飾品や伝助からの離婚届を蓮子に渡す。また、生まれて来る子供のために弁護士を目指して真面目に勉学に励む決意を語る。蓮子が葉山家に連れ戻された後に、亜矢子から蓮子の出産を教えられ、誕生した長男に「純平」と命名する。
大正12年9月1日、関東大震災で被災した、葉山家へ蓮子を助けに訪れ、1年ぶりに蓮子と再会。生まれて来た純平とようやく対面を果たし、親子3人で葉山家を後にする。大正13年春には、華族を除籍された蓮子と正式に結婚。妻子とともに実家に戻り、母・浪子と同居を始める。
かよの屋台で蓮子が前夫・伝助と酒を酌み交わすところを目撃。衝撃を受けてその場を離れ、ヤケ酒をあおっていたところ、工事現場帰りの英治と遭遇。酔いつぶれた状態で村岡家へ行き、花子に伝助との一部始終を話していた蓮子に絡むが「今の暮らしに満足している」と打ち明けられて納得する。なお、この時の台詞で、新米ながらも弁護士として働いていることが本人の口から語られる。
昭和7年、娼妓の雪乃が蓮子に助けを求めてきた際には、弁護士の地位を活用し、蓮子と協力して彼女を宮本家に匿う。
日中戦争が勃発した翌年の昭和13年には、政府の弾圧を覚悟の上で昔の仲間たちと共に反戦運動を行うが、国家に発覚し、吉太郎が率いる憲兵隊により逮捕。釈放後も周囲から後ろ指差されながらも戦争に反対し奔走する。
昭和20年（1945年）、中国から帰国してすぐに純平が戦死したことで蓮子が白髪になってしまい、悲しみに暮れて歌を詠むことすらしなくなってしまった、その様子を見かねて翌年村岡家を訪ね、「蓮子に会って下さい」と花子に懇願した。
柳原白蓮の三度目の夫となった宮崎龍介がモデル。
田中・荒井
演 - 玉置玲央・鯨井康介
共に宮本の学生仲間で、カフェー「ドミンゴ」の常連客。宮本がブルジョア階級の蓮子と関わりを持つことを快く思わず、彼女とは深く関わらないよう宮本に忠告する一方、蓮子との駆け落ち計画を宮本から打ち明けられると、身を乗り出して話に興味を示す。後日、宮本と蓮子の駆け落ちを社会主義の革命と称して全国に宣伝するため、伝助に直接郵送する予定の絶縁状を勝手に新聞社へ持ち込み、宮本の怒りを買う。

#### 宮本家の人々
宮本純平（みやもと じゅんぺい）
演 - 大和田健介（少年期：田中慶一）
宮本龍一と蓮子の息子。蓮子が晶貴の手で強制的に葉山家に連れ戻され監禁状態に置かれている中、大正11年の秋に生まれる。生まれて間もない頃は、華族のしきたりにより、蓮子から引き離され、龍一との面会も許されずに乳母の手で養育される。大正12年9月1日の関東大震災の発生を機に龍一・蓮子と共に葉山家から脱出し、両親と祖母・浪子との生活を始める。幼少時から他人のみならず自分の親たちに対しても丁寧な敬語で話す。仲の良かった花子の息子・歩が天国へ行ったことを浪子から聞かされた際、自分が死んだら悲しいかと蓮子に尋ねる。小学生になった昭和7年には、母・蓮子は自分が守ると強く思うようになっており、昭和13年にはその思いが高じて、蓮子の反対を押し切り軍隊への入隊を志願するまでになる。
龍一が逮捕されたことで士官学校受験を断念せざるを得なくなったことや、周囲から非難される家族に心を痛め、龍一に怒りをぶつける。
昭和18年（1943年）、学徒出陣で陸軍に入隊。翌年に休暇で帰省中に村岡家を訪れ、数年ぶりに花子と再会し、母に何かあったら助けるよう懇請する。
昭和20年（1945年）。終戦の4日前、鹿児島の本営で爆撃に遭い戦死した（終戦の数日後に宮本家へ届いた、官報より）。
宮本富士子（みやもと ふじこ）
演 - 芳根京子（少女期：渡辺杏実）
宮本龍一と蓮子の娘で純平の妹。大正15年に生まれ、花子の母・ふじにちなんで蓮子が命名する。
昭和13年には、女学生になっている。龍一が憲兵に逮捕されたことを機に、周囲から嫌がらせを受けるようになる。
宮本浪子（みやもと なみこ）
演 - 角替和枝
龍一の母。同居を始めた嫁・蓮子に対して楽隠居を宣言のうえ、一切の家事を蓮子に任せることを言い渡す。しかし、華族育ちで家事が苦手な蓮子を見過ごせず、厳しく指南する。後日、蓮子に家事を教えるかよの料理の腕を見込み、蓮子の家事が上達するまでの指導を依頼する。
その後も、蓮子の言動に何かと苦言を呈する一方、歩の急死の知らせを受けた蓮子に、（花子の心情を察した上で）子供たちの世話を自分にまかせて早く花子の見舞いに行くよう命じ、人情深い一面を見せる。
昭和7年、蓮子を訪ねて雪乃が宮本家に現われた際には、龍一の愛人ではないかと疑う。また、彼女が遊廓から脱走して追われている娼妓であることを知った時には、後難を恐れて彼女を匿うことに難色を示すが、蓮子と龍一に押し切られる。
昭和13年に龍一が逮捕され、周囲から非難されながらも夫や家族を守る蓮子に、感謝の言葉を述べる。昭和17年の時点で既に他界している。

#### JOAK（東京放送局）の人々
漆原光麿
演 - 岩松了
JOAK（社団法人日本放送協会東京中央放送局、現・NHKラジオ第1放送）の制作部長。男尊女卑の考えを持ち、ラジオの子供向け新番組「コドモの新聞」の語り手として局員の黒沢が推薦した花子の採用を反対するが、黒沢が事前に局長の承認を取り付けていたため、しぶしぶ採用を認める。採用当初、あがり症で滑舌の悪い花子の様子を見て、「コドモ新聞」の語り手を花子と有馬の隔週交代に決める。表向きは花子に愛想良く振る舞うものの、貧しい給費生だった花子について遠回しに侮辱するなど、嫌味を発し、花子が「コドモの新聞」の語り手を降板したいと告げた際、花子を見下し吐き捨てるように侮蔑する等、本性を見せている。
有馬次郎
演 - 堀部圭亮
JOAKの看板アナウンサー。漆原と同じく素人の婦人である花子の採用に反対する。花子の採用が決定した後、自身も隔週で「コドモの新聞」の語り手を担当することが決まり、彼女に厳しい特訓を課す。放送開始後、子供たちに分かりやすく親しみやすい語りを目指す花子に同意出来ず、与えられた原稿を変えずに正確に読むことの方が放送に必要であると一蹴する。
昭和16年の太平洋戦争開戦時、内閣情報局情報課長が来局し、開戦を伝えるニュース原稿を自ら読んだ際にも感情を込めないようにと注意を与えたが、彼の部下達によって廊下に連れ出された。情報課長がマイクを前に熱弁を振るう様子を花子と共に見てショックを受け、「今日からラジオ放送の在り方は変わってしまう…」と嘆いた。

#### その他の東京の人々
おでん屋台の店主
演 - 土平ドンペイ
蓮子が宮本に連れられて行った屋台の店主。蓮子がコップの冷酒を御代わり注文する際、上品な言葉遣いで「お代わり頂けますか」と言ったのを苦笑し、蓮子に庶民風の注文の言い方を教えてやるよう宮本に託す。
女性看護師
演 - 八木菜々花
香澄が入院していた病院の看護婦。
尾形
演 - 渡邉紘平
吉太郎が所属する憲兵隊の上官。ブルジョア打倒の思想を声高に唱えながら一方ではブルジョア御用達のカフェー「ドミンゴ」に入り浸っている宮本を「頭でっかちの生ぬるい坊ちゃん」などと酷評する。
山川弁護士
演 - 苅谷俊介
宮本龍一の父の旧友。蓮子と宮本が駆け落ちして、葉山家と嘉納家から追われる身となった際、一時的に蓮子と宮本を自宅に匿う。
雪乃（ゆきの）
演 - 壇蜜
昭和7年、突如として宮本家を訪れた娼妓。元は吉原の遊廓で自由のない監禁生活を強いられていたが、男女同権を社会に訴える蓮子の雑誌記事を偶然目にして感銘を受け、自由を求めて脱走し、蓮子に助けを求めて匿ってもらう。開戦後、かよを誘い婦人会（カフェ、水商売らの職業婦人派閥）の中心として活動に積極的に参加する。
実在した花魁、森光子がモデル。
益田旭（ますだ あきら）
演 - 金井勇太
昭和7年の時点における「カフェータイム」の常連客で、売れない絵描き。「カフェータイム」で初めてももを見かけ、彼女の似顔絵を描く。過酷な結婚生活を送った過去を知った上でももを気に入り、数日後、村岡家を訪れ再び彼女の肖像画を描くとともに、突如彼女に求婚する。先述の肖像画が展覧会で3等に入選した後、ももとの結婚を実現させ、画家への夢に見切りを付けて青凛社で働き始める。翌年、ももとの間に長女・美里が誕生するが、突如結核を患い、ももと共に転地療養に赴く。その後は無事に回復し、昭和13年には仕事に復帰している。
世間一般の常識からいささかかけ離れた風変わりな思考を持っており、ももと初めて出逢った時には、およそ似顔絵とは思えない絵を描いてももを笑わせたり、美里が生まれた時には彼女に「桃太郎」と名付けようとして却下されている。
益田直子（ますだ なおこ）
演 - 志村美空
ももと旭の次女。昭和18年（1943年）。実姉美里と共に甲府の安東家に疎開する。

### 福岡の人々

#### 嘉納家の人々
蓮子の二度目の嫁ぎ先で、福岡の大富豪。
嘉納伝助（かのう でんすけ）
演 - 吉田鋼太郎
蓮子の二度目の夫。蓮子より25歳年上。「九州の石炭王」と呼ばれ、日清・日露戦争に伴う石炭の需要増加の波に乗り一代で巨万の富を築いた成金で、炭坑の運営を中心に様々な事業を展開している。投資に失敗して破産宣告の危機に瀕した葉山家を救うために蓮子との政略結婚が決行される。莫大な財力はあるものの、学問や芸術などの教養はなく、言動は蓮子と対照的に粗野で下品である。また、本人もそれを自覚しており、見合いの席では方言（筑豊弁）を馬鹿にされることを恐れて無言を通すなど、上流階級に対するコンプレックスを抱えている。蓮子と再婚後、学問のある女は好かないと放言し、蓮子のことは華族の身分と顔に一目惚れして結婚したと断言して、蓮子を激高させる。一方、蓮子の腹心の友であるはなに直々に面会し、蓮子が上京時に世話になったことを感謝するとともに謝礼の品を送り、初めて飲んだサイダーの味に感動して以来ずっとサイダーが好物である旨を語るなど、はなに対しては義理堅く気さくな面を見せる。その他にも、蓮子を喜ばせようとして東京中の宝石店を探し回り高価なティアラを買い求めるなど、蓮子を大切に思う気持ちは十分にあり、また若い頃には貧しく苦労していた経験もあって、同じく貧しい平民育ちのはなからは「いい人」と共感を受けているが、蓮子との価値観の違いから生ずる夫婦間の溝は解消されることなく深まり続けていく。
大正10年の夏、仕事で東京へ行く際、花子（はな）の出産祝いに行きたがる蓮子の願いを聞き入れ、彼女が駆け落ちの計画を立てているとは知らずに同伴を許可するが、やがて蓮子が自分をだまして失踪し、さらには蓮子からの絶縁状が新聞に掲載されたことを知らされて憤慨する。後日、彼自身の蓮子に対する反論文も新聞に掲載される。その後も蓮子の居場所を執拗に捜し続け、村岡家に隠れる宮本と鉢合わせ修羅場となるが、蓮子が妊娠していることを知ると潔く身を引き離婚に応じる。
蓮子の兄・晶貴から蓮子の髪を慰謝料代わりに差し出され謝罪されるが、受け取りを拒否し、使用人たちに対しても蓮子の不祥事については今後一切不問とするよう命じる。
関東大震災の翌年、英語で書かれた手紙の翻訳の依頼を口実に村岡家を訪れ、再婚した蓮子の様子を花子に尋ねると共に、震災後の荒廃した時勢だからこそ新しい本を求める人は多いことを察し、村岡家が早く印刷会社を再建できるように花子を励ます。その後、偶然にもかよの屋台で呑んでいる蓮子と再会。穏やかに酒を酌み交わしながら、互いの至らなかった面を反省して和解する。この時、彼女が勘定を払おうとするのを「炭鉱王が女に奢らせるわけにはいかない」と拒否するも、自分の稼いだお金で払いたいという蓮子の申し出を受け入れる。後日、印刷会社再建のための資金を融資してくれる銀行を花子に紹介する。
柳原白蓮の二度目の夫で、九州の炭鉱王と言われた伊藤伝右衛門がモデル。
嘉納冬子（かのう ふゆこ）
演 - 城戸愛莉（少女期：山岡愛姫）
伝助の娘。伝助が蓮子と再婚する前に、愛人との間に生まれた。伝助との父子関係は良好だが、蓮子を義母と認めず、慣れない礼儀作法や英語を押し付ける彼女に反発する。地元の女学校卒業が近付き、進路を巡って、修和女学校の高等科への編入を勧める蓮子と、女に学問は必要ないと考える伝助の間で対立が生ずる。最終的には伝助の意見通り、銀行の頭取の息子との縁談を受け入れる。
山元タミ（やまもと たみ）
演 - 筒井真理子
嘉納家の女中頭。嘉納家に堅苦しい上流階級の仕来りを持ち込む蓮子を煙たがり、他の女中たちと一緒に陰口を叩いたり、蓮子に聞こえるように嫌味を口にする。蓮子を差し置いて伝助の身の回りや家のことを取り仕切ることから、蓮子の怒りを買い、激しく対立する。
伝助の再婚から10年後、蓮子の宮本宛の手紙を盗み読み、蓮子と宮本の不倫を察するが、笑みを浮かべながら静観する。しかし、蓮子の駆け落ち直前には、はなからの電話で異変を察して急ぎ伝助に連絡を取ろうとし、駆け落ち後に蓮子の絶縁状が新聞に掲載されたことを知り慨嘆する。新聞記者の下山に対して、一旦反故となった伝助の反論文を新聞に掲載するよう説得する。
トメ
演 - 比佐廉
嘉納家の女中。
すず
演 - 隅倉啓美
嘉納家の女中。
嘉納家番頭
演 - クラ
嘉納家・他の女中
演 - 芳野友美

#### その他の福岡の人々
黒沢一史
演 - 木村彰吾
新聞社「東西日報」の記者。伝助に取材を申し込むが応じてもらえず、手掛かりを得るために嘉納家でのサロンに潜入し、文学や芸術の知識を活かして蓮子に接近し、彼女の自作の短歌を読んで、「自分のことしか愛せない人」と評する。以後、たびたび嘉納家を訪れ、蓮子に伝助所有の炭鉱事故による屋外の混乱ぶりを教え、嘉納家に押し掛けた坑夫から彼女を守ったり、蓮子の依頼を受け修和女学校に編入予定だった冬子に社交ダンスを教えるなど、蓮子と親しくなっていく。10年ぶりの上京が決まり浮かれる蓮子の様子を見て、彼女は嘉納家から逃げ出そうとしているような雰囲気が感じられると評する。後日、蓮子の脱走が現実になり、蓮子から伝助に宛てた絶縁状が新聞に掲載されたことを伝助に報告する。伝助が蓮子への反論文を新聞に掲載しようとした際には、かえって伝助の名を貶めるとして一度は取りやめさせるものの、反論文は彼の了解なく新聞に掲載される。この件を機に、話題性ばかりを追及する新聞社のやり方に愛想が尽き、伝助に新聞社を退職する決意を伝えるとともに、反論文が掲載されたことを謝罪する。
昭和7年の時点ではJOAKのラヂオ制作部に勤務しており、蓮子の紹介を受けて、花子に子供向けの新番組「コドモの新聞」への出演を依頼する。子供たちに分かりやすく親しみやすい語りを目指す花子の考えに共感を示し、ニュース原稿の加筆・修正にも快く応じるが、急速に戦時体制が進みつつあった昭和13年、役所の指示により愛犬テルを奪われて悲しんでいる美里をなぐさめようとして花子が「テルが軍用犬として活躍している」という偽りのニュースを語った時には大きく動揺する。花子が「コドモの新聞」の語り手を降板したいと告げた際に花子を引き留めるが、決心が変わらないことから、花子が帰ろうとする際に子供達から送られた、花子宛ての絵や手紙を手渡し労をねぎらう。終戦後、花子をもう一度ラジオに出ないかと誘う。
炭坑労働者
演 - 榊原毅、山崎潤
伝助所有の鉱山で働く坑夫たち。炭鉱事故で多くの仲間を失い、社長の伝助への怒りを露にしながら嘉納家に押し掛けて蓮子にも殴りかかろうとする。最終的には伝助の説得を聞き入れ、タミから見舞金を渡されて和解し去って行く。
下山
演 - 木下ほうか
「東西日報」の記者で、黒沢の上司。公開された蓮子の絶縁状に対し、彼女への反論文を新聞に掲載するよう伝助から依頼される。同席した黒沢の反対で伝助の気が変わり一度は取りやめられるが、タミに説得されて反論文を公表する。
内藤（ないとう）
演 - 中野剛
嘉納伝助の取引先である筑前銀行の東京支店長。伝助の依頼により、村岡家の印刷会社を再建するための融資に協力する。

### その他の人々
サッちゃん
演 - 木下あかり
かよの製糸工場勤務時の同僚。勤務中の眠気覚ましにかよと一緒に女工小唄を歌い励まし合ってきたが、病に倒れ工場を辞めて帰郷する。別れる際、自分のようになる前に工場から逃げるよう、かよに助言する。
浜口サダ（はまぐち サダ）
演 - 霧島れいか
吉平が新潟の木賃宿で出会った、夫の暴力で苦労する人妻。吉平とは酒を呑み語らい合ったことがあるが、後年、突如として安東家を訪れ、吉平の恋人と名乗り出る。しかし、それは吉平とふじの夫婦仲を妬んだ嘘であり、はなに白状すると共に謝罪する。
落語家
演 - バッファロー吾郎A
山梨で行われた演芸会で、花子の物真似を披露し武と朝市らを大笑いさせた。

### スピンオフドラマに登場する人々
ドラマ本編に登場しない人物のみ。
堀部ちづ江
演 - 石橋杏奈
朝市の結婚相手。朝市の母・リン（前述）から、「朝市は、はなちゃん（花子）が初恋だった」と聞き、ショックを受ける。
朝市の様子を見て不安になり、尋常小学校が夏休みに入ると、密かに上京。かよ（前述）が営む「カフェータイム」を訪れ、宇田川満代（前述）や醍醐亜矢子（前述）たちと知り合う。
宇田川とのやりとりで、彼女が離婚した夫（後述）ときちんと話し合っていなかったことを知り、宇田川を諭す。
宇田川の別れた夫
演 - 武井壮
関東大震災で、瓦礫に挟まれて動けなくなっていた彼女を助けたことがきっかけで、結婚するが、離婚する。
未だに彼女への未練があり、「カフェータイム」から出てきた彼女を見つけて追いかけて店へとやって来たが、ちづ江の取り成しもあり、宇田川と話し合った末別れを受け入れた。

## スタッフ
スタッフの情報は「NHKドラマトピックス」も参照。
- 原案 - 村岡恵理『アンのゆりかご 村岡花子の生涯』
- 脚本 - 中園ミホ
- 音楽 - 梶浦由記
- 主題歌 - 絢香「にじいろ」[81]
- 時代考証 - 天野隆子
- 山梨ことば指導 - 奥山眞佐子
- 筑豊ことば指導 - 芳野友美[78]
- アナウンス指導 - 明石勇（NHKアナウンサー）
- 所作指導 - 藤間龍巳
- 書道指導 - 望月暁云
- アニメーション製作 - 和田羊平
- 撮影協力 - 山梨県甲府市、韮崎市、カナダプリンス・エドワード島州
- 取材協力 - 東洋英和女学院
- 制作統括 - 加賀田透
- プロデューサー - 須崎岳
- 演出 - 柳川強、松浦善之助、安達もじり、橋爪紳一朗、中野亮平、村山峻平、増田靜雄
- 語り - 美輪明宏
- 副音声解説 - 松田佑貴
- 「花子とアン1週間[注 54]&5分で花子とアン」ナレーター - 西堀裕美（NHKアナウンサー）（一部の回は塚原愛〈同左〉が担当）

## オープニング
- タイトルは、「連続テレビ小説」のクレジットの左側に表示される。
- 冒頭はカナダ・プリンスエドワード島と本作品の主要な舞台である山梨県で撮影が行われ、主題歌をバックに『赤毛のアン』をイメージしたアニメーションを絡ませ、アンの飛ばした帽子を実写の花子が拾う[82][20]。
- 基本的には、ほとんどの放送日はアバンタイトルを使用する。アバンタイトルなしでのスタートは、劇中で関東大震災（12時前に発生）が起こった第106回（7月31日放映）と最終回（9月27日放映）のみのわずか2回だけだった。最終回も通常のオープニングとなったが、これは『ゲゲゲの女房』〈2010年前期、この時はアバンタイトルあり〉以来である。なお、次作『マッサン』の最終回も、本作と同じくこの形態で締めくくった。

## エンディング
- 「ベストフレンズ」と題し、一般公募で寄せられた、友情で結ばれた2人組のツーショット写真を紹介する[83]。第29回（波乱の大文学会）の「ベストフレンズ」では、男性2人組の写真が紹介された。1人は制服姿の女装をしており、もう1人の男性がお姫様抱っこをするというものである。これを見たあさイチの井ノ原快彦さんと有働由美子アナは画面を凝視し、場が凍った。井ノ原さんは「2人とも男性でしたね。」というコメントを残した。最終回では村岡花子と宮本蓮子の写真と「ごきげんよう、さようなら」のテロップが出された。また、スピンオフスペシャル『朝市の嫁さん』では安東ふじと木場リンの写真と「おらたち、白黒シスターズ」のテロップが出された。
- ドラマ本編は毎回、語りの「ごきげんよう、さようなら」という挨拶で締めている。これは実際の村岡花子がNHKのラジオ番組『子供の時間』（「コドモの新聞」）に出演していた際、「また明日、お話しましょうね。では皆さん、ごきげんよう、さようなら」の挨拶で締めくくっていたことに由来する[9]。
  - このあいさつは、日曜日に放送された「NHKとっておきサンデー」での「花子とアン1週間」の最終週のエンディングにも使われた[注 55]
- 第95回放送においては通常の挨拶ではなく、放送終盤、蓮子が共に駆け落ちする宮本龍一の元へ向かう約4分間台詞無しのシーンで、BGMとして語りの美輪明宏が歌う「愛の讃歌」で締めくくられた[84]。
- 花子の息子・歩が疫痢で急逝した第117回放送の締めの挨拶では、通常と違って「ごきげんよう」を言わず、「さようなら」のみにとどめられた。

## 演出上の特色

### 小説『赤毛のアン』へのオマージュ
劇中、小説『赤毛のアン』を基にしたエピソードが数々仕込まれている。他、シリーズでは第2作目『アンの青春』、第3作目『アンの愛情』を基にしたエピソードも含まれる。
- 第1回 - 教室で末妹・ももを泣かされ、怒ったはなが朝市に石盤をぶつけるシーンは、赤毛を「にんじん！」とからかわれたアンが、自分の石盤をギルバートの頭にうちおろして砕いてしまうシーン[85]から採られたもの[86]。さらに祖父の周造、朝市の母親であるリンは、それぞれマシュー、リンド夫人をもじったものであり、人物設定もそれぞれの特徴を盛り込んでいる[50][51]。また、はなが通うことになった学校の校名は「阿母（あぼ）尋常小学校」で、これは小説の舞台となるプリンス・エドワード島アヴォンリー村をもじったものである[87]。
- 登場人物の名前に関して。はなの生家である安東家は「東のアン」という意味合い[50]。はなが周囲に「花子」と呼んでほしいと要求するシーンは、アンがマリラに向かって「アンと呼ぶのなら『Ann』ではなく『e』のついたつづりの『Anne』で呼んでほしい」と言うエピソード[88]から採られている[50][51][86]。
- 第20回ではなが蓮子に葡萄酒を飲まされる場面は、アンが親友に葡萄酒を飲ませる場面をあべこべにしたものと、産経新聞の記事により指摘されている[51]。
- 翻訳家の鴻巣友李子は“「花子とアン」の世界”（2014年7月6日朝日新聞）の中で、この作品がアン「シリーズの新解釈、少し大胆に言えば、『新訳』のような側面もあるだろう」と述べ、「ロミオとジュリエット」の舞台で、「薔薇は薔薇という名でなくても良い香がする」を変え、「原作に文句をつけ、『赤毛のアン』に隠れているシェイクスピア批評を鮮やかに切りだしてみせたりする」などと書いている[注 56]。

上記を含む『赤毛のアン』『アンの青春』『アンの愛情』作品のオマージュは『NHKウイークリーステラ臨時増刊 10月31日号 花子とアン メモリアルブック』でも公開している。

### お国言葉の採用
前々作『あまちゃん』の「じぇじぇじぇ」などに倣い、はなの故郷である山梨の「お国言葉」（甲州弁）を採用しており、制作統括の加賀田透は「ユーモラスで特徴的でもあるので話題になれば」と思いを述べている。以下はその主な例で、「花子とアン」推進委員会の公式サイトでも甲州弁を確認することができる。
- 「て」- 驚いた時に発する。驚きが強くなると「て、て」と続けて言う[89][91]。
- 「こぴっと」- 「しっかりしろ」という意味で、落ち込んでいる人間を励ます時などに使う[89][92]。

方言指導の奥山眞佐子によれば、ドラマ中の方言は視聴者の理解を妨げないために標準語との「混在」がされており、台本の検討段階で「混在を薄める」努力がなされているという。

### 修和女学校の設定
主人公のはなが編入する修和女学校の設定やくだりは、実際の村岡花子が明治時代に学んだ東洋英和女学校（現・東洋英和女学院中学部・高等部）でのエピソードを基にしている。作品としての設定は以下の通り。
明治時代、カナダ人の宣教師により設立された、東京・麻布に校舎を構えるミッション系女学校。校内は男子禁制、生徒の大半は特権階級の令嬢で、言葉遣いや礼儀作法に厳しく、校長を筆頭とする複数の外国人教師により徹底した英語教育が行われている。生徒たちは下の学年から予科・本科・高等科に分けられ、下級生は「小さい人」、上級生は「大きい方」と呼ばれる。はなのように貧しい家の子女に対しては授業料が免除される「給費生」制度もあるが、試験で一度でも落第点を取れば即刻退学を言い渡される（他の生徒は悪くても留年で済む）など条件が厳しく、実際に給費生として編入を許可される生徒は極めて少ない。寄宿生たちは基本的に4人1組の相部屋で生活し、教師たちも寄宿舎に住み込みで生徒たちと年中生活を共にしている。
この学校で、当時の日本で最高水準の教養を身に付けた生徒たちは、外交官や貿易会社などエリート階層の男性から非常に人気が高く、在学中に縁談を持ち込まれる生徒も多い。また、多くの生徒たちはそのような好条件の縁談を獲得することを最大の目標としている。そのため、孤児院での奉仕活動や、校内年中行事として春に開催される大文學會（現在でいう文化祭）は、外部の男性と接点を持てる絶好の機会として生徒たちに認識されている。しかし、男性から付け文をもらったことが発覚すると、校長により焼却処分される上、二度と男性から付け文を受け取らない趣旨の反省文を100回書く罰則が課されるなど、在学中の男女交際は厳しく禁じられている。なお、在学中に縁談が成立した生徒は多くの場合、卒業を待たず退学することが慣例となっている。
なお、校長室の机には、カナダの国旗ではなくイギリスの国旗（ユニオンジャック）が日本の国旗と共に置かれている。

### 葉山蓮子について
もう一つの物語の軸として仲間演じる葉山蓮子の人生がクローズアップされ、第5週、第6週では蓮子がヒロインとなる扱いを受けている。これにより、彼女のモデルとなる柳原白蓮の生涯を小説にした『白蓮れんれん』（林真理子著）が注目を浴び品切れ店が続出し、柳原白蓮が2度目の夫・伊藤伝右衛門（劇中では嘉納伝助のモデル）と10年間暮らした旧伊藤伝右衛門邸の入場者数が伸びていくなどの現象が生じている。

### その他
本作の花子は、夫となる村岡英治が妻と離婚・死別後に結婚を果たし、英治と先妻との間には子供もいなかったが、原案の村岡恵理の著書によれば、実際は英治のモデルである村岡儆三には結核療養中の妻・幸と長男がいたため花子と苦しみながらも、出会って半年で妻と離婚し結婚、後に起きる関東大震災で長男は死去したという。これについてライターの島崎今日子は朝日新聞2014年7月9日掲載の「キュー」において、“花子を縛る朝ドラの「コード」”と題し、朝ドラのヒロインが結婚する際に相手に妻や子どもがいてはならず、周囲の理解と承認が必要であるために演出を加えたと憶測したうえで、そのために脚本家は準主役の位置にある蓮子の道ならぬ恋の方に筆が突っ走っていると見解している。
また、本作で花子は右手でペンや箸を持っているが、花子を演じた吉高は実際は左利きであり、本作以外のドラマや映画に出演時は基本的に普段の自分と同様に左手でペンや箸を持っている。本作に関しては実際の村岡花子が右利きだったので、それに合わせるために右利きで演じた。

## 受賞
- 東京ドラマアウォード2014[101]
  - 助演男優賞（吉田鋼太郎）
- 第82回ザテレビジョンドラマアカデミー賞[102]
  - 主演女優賞（吉高由里子）
  - 助演男優賞（吉田鋼太郎）
  - 助演女優賞（仲間由紀恵）
  - ほか、作品賞総合2位、ドラマソング賞総合2位（絢香「にじいろ」）
- Yahoo!検索大賞2014・ドラマ部門[103]
- 大和ネクスト銀行が調査したシニア層（50歳から79歳）が選ぶ、2014年面白かったドラマ 第1位[104]
- 東京ドラマアウォード2015[105]
  - 助演男優賞（鈴木亮平）[注 60]
  - 脚本賞（中園ミホ）
- 第23回橋田賞[106]

## 放送日程
| 週                                                                           | 回                   | 放送日              | サブタイトル                 | 演出       |
| ---------------------------------------------------------------------------- | -------------------- | ------------------- | ---------------------------- | ---------- |
| 1                                                                            | 01-06                | 03月31日 - 04月05日 | 花子と呼んでくりょう！       | 柳川強     |
| 2                                                                            | 07-012               | 04月07日 - 04月12日 | エーゴってなんずら？         | 松浦善之助 |
| 3                                                                            | 013-018              | 04月14日 - 04月19日 | 初恋パルピテーション！       | 柳川強     |
| 4                                                                            | 019-024              | 04月21日 - 04月26日 | 嵐を呼ぶ編入生               | 柳川強     |
| 5                                                                            | 025-030              | 04月28日 - 05月03日 | 波乱の大文学会               | 松浦善之助 |
| 6                                                                            | 031-036              | 05月05日 - 05月10日 | 腹心の友                     | 松浦善之助 |
| 7                                                                            | 037-042              | 05月12日 - 05月17日 | さらば修和女学校             | 柳川強     |
| 8                                                                            | 043-048              | 05月19日 - 05月24日 | 想像のツバサ？               | 安達もじり |
| 9                                                                            | 049-054              | 05月26日 - 05月31日 | はな、お見合いする           | 安達もじり |
| 10                                                                           | 055-060              | 06月02日 - 06月07日 | 乙女よ、大志を抱け！         | 橋爪紳一朗 |
| 11                                                                           | 061-066              | 06月09日 - 06月14日 | グッバイ！はな先生           | 松浦善之助 |
| 12                                                                           | 067-072              | 06月16日 - 06月21日 | 銀座のカフェーで会いましょう | 柳川強     |
| 13                                                                           | 073-078              | 06月23日 - 06月28日 | その恋、忘れられますか？     | 安達もじり |
| 14                                                                           | 079-084              | 06月30日 - 07月05日 | ゆれる思い                   | 橋爪紳一朗 |
| 15                                                                           | 085-090              | 07月07日 - 07月12日 | 最高のクリスマス             | 松浦善之助 |
| 16                                                                           | 091-096              | 07月14日 - 07月19日 | あなたがいる限り             | 柳川強     |
| 17                                                                           | 097-102              | 07月21日 - 07月26日 | 腹心の友ふたたび             | 安達もじり |
| 18                                                                           | 103-108              | 07月28日 - 08月02日 | 涙はいつか笑顔になる         | 中野亮平   |
| 19                                                                           | 109-114              | 08月04日 - 08月09日 | 春の贈りもの                 | 村山峻平   |
| 20                                                                           | 115-120              | 08月11日 - 08月16日 | 海にかかる虹                 | 松浦善之助 |
| 21                                                                           | 121-126              | 08月18日 - 08月23日 | ラジオのおばさん誕生         | 柳川強     |
| 22                                                                           | 127-132              | 08月25日 - 08月30日 | 新しい家族                   | 安達もじり |
| 23                                                                           | 133-138              | 09月01日 - 09月06日 | アンとの出会い               | 増田靜雄   |
| 24                                                                           | 139-144              | 09月08日 - 09月13日 | 生きている証                 | 松浦善之助 |
| 25                                                                           | 145-150              | 09月15日 - 09月20日 | どんな朝でも美しい           | 安達もじり |
| 26                                                                           | 151-156              | 09月22日 - 09月27日 | 曲り角の先に                 | 柳川強     |
| スピンオフスペシャル                                                         | スピンオフスペシャル | 10月18日            | 朝市の嫁さん                 | 橋爪紳一朗 |
| 平均視聴率 22.6%（視聴率はビデオリサーチ調べ、関東地区・世帯・リアルタイム） |                      |                     |                              |            |

- 4月2日の第3回の再放送（総合）は、『第86回選抜高校野球大会決勝戦』放送のため、12時15分から12時30分に放送[109]。
- 4月24日の第22回の再放送（総合）は、『正午のニュース』内で、安倍晋三内閣総理大臣とバラク・オバマ米国大統領との日米首脳共同記者会見の模様を生中継で伝え、13時42分まで枠を拡大した関係で、休止となった[注 63]。4月25日12時45分から、2日分を13時の『NHKニュース』をはさむ形で2回分連続放送した[110]。
- 8月6日の第110回の本放送（総合）は、『広島平和記念式典』中継のため、8時35分から8時50分に放送予定だったが、式典中継延長のため8時38分から8時53分の放送となった（中国地方に限り、7時45分から8時に先行放送）。
- 9月11日の第142回の本放送（総合）は、北海道に初めて大雨特別警報が発令されたことを受け、北海道地方のみ前座番組『NHKニュースおはよう北海道』の放送時間を8時15分まで拡大したため、ネット返上。当日昼の再放送が北海道地方では本放送扱いとなった。なお、北海道地方では翌日の同時間帯に第142回の再放送が行われたため、第143回の本放送が北海道地方では15分遅れでの時差ネットの8時15分から 8時30分の放送となった。
- 9月16日の第146回の再放送（総合）は、12時20分頃茨城県南部を震源とする最大震度5弱の地震が発生し、地震関連の緊急ニュースのため当日の放送を休止し、9月17日12時45分から2日分を13時の『NHKニュース』をはさんで2回分連続で放送した。
- 期間平均視聴率が22.6%と『あまちゃん』から3作連続で大台超えを記録した。なお、単独において20%を割り込んだのは、第42回（18.9％）と第71回（17.8％）の2回のみであった。

## 総集編
連続テレビ小説『花子とアン』総集編 前編「こぴっと、青春！」
- 2014年7月21日8時15分 - 9時59分（総合）
- 2014年7月26日（7月25日深夜）0時10分 - 1時48分（総合）
- 2014年7月27日12時 - 13時38分（BSプレミアム）
- 2014年11月24日14時20分 - 16時4分（総合）

- 2014年12月6日13時50分 - 15時30分（BSプレミアム）

連続テレビ小説『花子とアン』総集編 後編「思いよ、届け！」
- 2014年11月24日16時5分 - 17時34分（総合）
- 2014年12月13日14時 - 15時30分（BSプレミアム）

『花子とアンダイジェスト こぴっと一挙放送!!』
- 2014年12月29日8時 - 17時40分
- 毎週日曜日の『NHKとっておきサンデー』にて放送された、「花子とアン1週間（20分ダイジェスト）」の総集編。
  - パート1（8時 - 10時25分）「女学生編 第1 - 7週」
  - パート2（10時30分 - 11時54分）「山梨・教師編 第8 - 11週」
  - パート3（12時15分 - 12時55分）「大正編その1 第12 - 13週」
  - パート4（13時5分 - 15時30分）「大正編その2 第14 - 20週」
  - パート5（15時35分 - 17時41分）「昭和編 第21 - 26週」

パート1の初め（第1週の前）、パート2の終わり（第11週の後）、パート5の終わり（最終・第26週の後）にそれぞれ吉高による挨拶（この中で第65回NHK紅白歌合戦<紅組司会>についても言及している）があり、パート5明けには、翌日の12月30日に総合で初回放送されるスピンオフスペシャル・「朝市の嫁さん」の告知もあった。
またパート3を除き、2回分に1回のペースで1-2分のインターミッション（番組宣伝）を挿入。

## 関連番組
もうすぐスタート!花子とアン・「花子とアン」に恋をして（2014年3月下旬に随時。総合）
ドラマ放送開始に寄せて、番組の見どころをまとめ、また出演者のインタビューを集めたもの。前者は10分、後者は20分。
あなたが主役 50ボイススペシャル・花子とアンボイス（2014年3月29日、総合）
「花子とアン」の出演者・スタッフがドラマの見どころを語る。
「花子とアン」撮影の舞台裏スペシャル（2014年5月6日、総合）
山梨に作られたオープンセット撮影などの番組の舞台裏を紹介。
キャスター（番組進行） - 小倉実華、ナレーション - 泉浩司（いずれも甲府局アナウンサー）
まだ間に合う！「花子とアン」（2014年5月17日、18日、24日、25日、総合）
これまでのハイライトと今後の見どころを紹介、出演者インタビューなどを放送。子供時代を演じた山田、茂内がナビゲートする形で、吉高、高梨へインタビューした。
SONGS（2014年6月28日、総合 / 12月31日〈30日深夜〉再放送）
絢香の回。主題歌「にじいろ」の歌唱や、撮影現場での吉高とのトークなど。
“朝ドラ”同窓会『花子とアン』（2017年9月23日、NHK BSプレミアム）
2017年9月25日のBSでの再放送を前に、出演者たちが大集合。ドラマ収録の裏話はもとより、2014年大晦日の『NHK紅白歌合戦』で行われた特別スピンオフドラマも一部再放送し、それについての回顧録も行った。
出席者：吉高、鈴木、井原、室井、松本、高梨、山田。
ビデオ出演：窪田、仲間、中園。
ナレーター：田中泉アナウンサー。
その他
思い出のメロディー（8月9日） - 仲間由紀恵（司会）
第65回NHK紅白歌合戦（12月31日） - 絢香が紅組メンバーとして、主題歌「にじいろ」を歌唱するのに併せて、吉高由里子（紅組司会）、仲間由紀恵他主要出演者による特別ドラマコーナーあり

## ドラマ関連の企画

### テレビ
- NHK BSプレミアム『赤毛のアン』のアニメーション[注 69]を2014年4月7日から月曜18時30分から19時に放送[113]。

### ラジオ
- NHKラジオ第2放送『朗読』枠内で2014年1月6日 - 3月28日まで（平日9時45分から10時。再放送1月13日 - 3月30日の毎週土曜22時25分から23時40分に5本分をまとめて）『赤毛のアン』を市原悦子の朗読で紹介[114][115]。2014年12月31日 - 2015年1月3日に連日9時から13時まで（3日のみ12時まで）、全60話を、改めて4日間・連日4時間（3日のみ3時間）に再編集したバージョンを放送した[116]。
- NHKラジオ第1放送/NHK-FM放送『甲府発深夜便・もっと楽しむ"花子とアン"』[117]2014年5月30日23時20分 - 31日5時（FMは31日1時から飛び乗り）

### イベント
- 「花子とアン」〜もっと楽しむ“朝ドラ”の世界〜 - 2014年3月15日から6月29日まで開催。山梨県立図書館主催[118]。
- 連続テレビ小説 花子とアン特別展 - ドラマのスタジオセットやパネルを用いたドラマの見所の紹介など。NHKスタジオパークのスタジオギャラリーにて、2014年4月29日から6月8日まで開催[119]。
- 名訳「赤毛のアン」誕生と白蓮 - 旧伊藤伝右衛門邸企画展。同邸内の「白蓮ミュージアム」と「書生棟」において、村岡花子と白蓮を結びつける品々や、『赤毛のアン』にまつわる資料の展示[120][121]。

## 関連商品

### 音楽商品
サウンドトラック
連続テレビ小説 花子とアン オリジナル・サウンドトラック
SME Recordsより2014年6月18日発売。

主題歌
絢香「にじいろ」
2014年4月28日からレコチョク、同4月30日からiTunes Storeで先行配信されたほか、以下の形態で6月18日発売。DVD付き商品にはミュージック・ビデオを収録。
- CD+DVD (AKCO-90024/B)
- CDのみ (AKCO-90025)
- FC限定盤 CD+DVD (AKC1-90026/B) - 絢香ファンクラブ限定のバージョン。

### 書籍
ドラマガイド
- NHKドラマ・ガイド 連続テレビ小説 花子とアン Part1（作 : 中園ミホ、製作協力 : NHKドラマ制作班、編 : NHK出版）
  - 2014年3月25日発売、NHK出版、ISBN 978-4-14-923567-7

- NHKドラマ・ガイド 連続テレビ小説 花子とアン Part2（作 : 中園ミホ、製作協力 : NHKドラマ制作班、編 : NHK出版）
  - 2014年7月30日発売、NHK出版、ISBN 978-4-14-923568-4

シナリオ集
- 月刊ドラマ 2014年5月号（映人社） - 第1週シナリオを収録。

その他
- NHKウイークリーステラ臨時増刊・10月31日号 連続テレビ小説 花子とアン メモリアルブック（NHKサービスセンター、2014年）
- 村岡恵理・編『花子とアンへの道』（新潮社、2014年）ISBN 978-4-10-335511-3
- 花子とアンと白蓮パルピテーションBOOK（実業之日本社、2014年）ISBN 978-4-40-821526-6